# Seznam medailistek na mistrovství Evropy v plavání
Toto je seznam medailistek v plavání na mistrovství Evropy kterou pořádá Evropská plavecká liga (LEN).

## 50 m volný způsob
| Rok     | Zlato                          | Zlato | Stříbro                                           | Stříbro | Bronz                         | Bronz |
| ------- | ------------------------------ | ----- | ------------------------------------------------- | ------- | ----------------------------- | ----- |
| ME 1987 | Tamara Costacheová (ROU)       | 25,50 | Katrin Meißnerová (GDR)                           | 25,65   | Christiane Pielkeová (FRG)    | 25,88 |
| ME 1989 | Catherine Plewinská (FRA)      | 25,63 | Daniela Hungerová (GDR)                           | 25,64   | Katrin Meißnerová (GDR)       | 25,87 |
| ME 1991 | Simone Osygusová (GER)         | 25,80 | Catherine Plewinská (FRA)                         | 25,84   | Inge de Bruijnová (NED)       | 25,91 |
| ME 1993 | Franziska van Almsicková (GER) | 25,53 | Linda Olofssonová (SWE)                           | 25,67   | Inge de Bruijnová (NED)       | 25,86 |
| ME 1995 | Linda Olofssonová (SWE)        | 25,76 | Franziska van Almsicková (GER)                    | 25,80   | Angela Postmaová (NED)        | 25,86 |
| ME 1997 | Natalja Meščerjakovová (RUS)   | 25,31 | Sandra Völkerová (GER)                            | 25,43   | Therese Alshammarová (SWE)    | 25,78 |
| ME 1999 | Inge de Bruijnová (NED)        | 24,99 | Therese Alshammarová (SWE)                        | 25,30   | Alison Sheppardová (GBR)      | 25,33 |
| ME 2000 | Therese Alshammarová (SWE)     | 24,44 | Willemina van Rijnová (NED)                       | 25,46   | Olha Mukomolová (UKR)         | 25,54 |
| ME 2002 | Therese Alshammarová (SWE)     | 24,84 | Martina Moravcová (SVK)                           | 25,09   | Alexandra Herasimenjová (BLR) | 25,24 |
| ME 2004 | Therese Alshammarová (SWE)     | 25,12 | Svitlana Chochlavová (BLR)                        | 25,20   | Sandra Völkerová (GER)        | 25,24 |
| ME 2006 | Britta Steffenová (GER)        | 24,72 | Therese Alshammarová (SWE)                        | 24,87   | Marleen Veldhuisová (NED)     | 24,89 |
| ME 2008 | Marleen Veldhuisová (NED)      | 24,09 | Hinkelien Schreuderová (NED)                      | 24,59   | Therese Alshammarová (SWE)    | 24,71 |
| ME 2010 | Therese Alshammarová (SWE)     | 24,45 | Hinkelien Schreuderová (NED)                      | 24,66   | Francesca Halsallová (GBR)    | 24,67 |
| ME 2012 | Britta Steffenová (GER)        | 24,37 | Hinkelien Schreuderová (NED)                      | 24,78   | Neri Nyangwaraová (GRE)       | 24,93 |
| ME 2014 | Francesca Halsallová (GBR)     | 24,32 | Sarah Sjöströmová (SWE)                           | 24,37   | Jeanette Ottesenová (DEN)     | 24,53 |
| ME 2016 | Ranomi Kromowidjojová (NED)    | 24,07 | Francesca Halsallová (GBR)                        | 24,44   | Jeanette Ottesenová (DEN)     | 24,61 |
| ME 2018 | Sarah Sjöströmová (SWE)        | 23,74 | Pernille Blumeová (DEN)                           | 23,75   | Ranomi Kromowidjojová (NED)   | 24,21 |
| ME 2020 | Ranomi Kromowidjojová (NED)    | 23,97 | Pernille Blumeová (DEN) Katarzyna Wasicková (POL) | 24,17   | —                             | —     |
| ME 2022 | Sarah Sjöströmová (SWE)        | 23,91 | Katarzyna Wasicková (POL)                         | 24,20   | Valerie van Roonová (NED)     | 24,64 |
| ME 2024 | Petra Senánszká (HUN)          | 24,56 | Theodora Drakosová (GRE)                          | 24,59   | Julie Jensenová (DEN)         | 24,79 |

## 100 m volný způsob
| Rok     | Zlato                          | Zlato  | Stříbro                       | Stříbro | Bronz                        | Bronz  |
| ------- | ------------------------------ | ------ | ----------------------------- | ------- | ---------------------------- | ------ |
| ME 1927 | Maria Vierdagová (NED)         | 1:15,0 | Joyce Cooperová (GBR)         | 1:15,0  | Charlotte Lehmannová (GER)   | 1:16,2 |
| ME 1931 | Yvonne Godardová (FRA)         | 1:10,0 | Willy den Oudenová (NED)      | 1:11,8  | Joyce Cooperová (GBR)        | 1:12,0 |
| ME 1934 | Willy den Oudenová (NED)       | 1:07,1 | Rie Mastenbroeková (NED)      | 1:08,1  | Gisela Arendtová (GER)       | 1:10,3 |
| ME 1938 | Ragnhild Hvegerová (DEN)       | 1:06,2 | Birte Ove-Petersenová (DEN)   | 1:06,8  | Maria van Veenová (NED)      | 1:08,4 |
| ME 1947 | Fritze Nathansenová (DEN)      | 1:07,8 | Johanna Termeulenová (NED)    | 1:08,1  | Greta Andersenová (DEN)      | 1:08,3 |
| ME 1950 | Irma Schuhmacherová (NED)      | 1:06,4 | Marie-Louise Vaessenová (NED) | 1:07,1  | Greta Andersenová (DEN)      | 1:07,9 |
| ME 1954 | Katalin Szőkeová (HUN)         | 1:05,8 | Judit Temesová (HUN)          | 1:06,7  | Geertje Wielemaová (NED)     | 1:07,3 |
| ME 1958 | Kate Jobsonová (SWE)           | 1:04,7 | Cornelia Gastelaarsová (NED)  | 1:05,0  | Judith Grinhamová (GBR)      | 1:05,4 |
| ME 1962 | Heidi Pechsteinová (GDR)       | 1:03,3 | Diana Wilkinsonová (GBR)      | 1:03,3  | Hendrika Tigelaarová (NED)   | 1:03,3 |
| ME 1966 | Martina Grunertová (GDR)       | 1:01,2 | Judit Turóczyová (HUN)        | 1:02,1  | Pauline Sillettová (GBR)     | 1:02,5 |
| ME 1970 | Gabriele Wetzková (GDR)        | 59,6   | Mirjana Šegrtová (YUG)        | 1:00,8  | Alexandra Jacksonová (GBR)   | 1:00,8 |
| ME 1974 | Kornelia Enderová (GDR)        | 56,96  | Angela Frankeová (GDR)        | 57,82   | Enith Brigithaová (NED)      | 58,10  |
| ME 1977 | Barbara Krauseová (GDR)        | 56,55  | Enith Brigithaová (NED)       | 57,09   | Petra Priemerová (GDR)       | 57,20  |
| ME 1981 | Caren Metschucková (GDR)       | 55,74  | Birgit Meinekeová (GDR)       | 56,06   | Cornelia van Bentumová (NED) | 56,73  |
| ME 1983 | Birgit Meinekeová (GDR)        | 55,18  | Kristin Ottová (GDR)          | 55,52   | Cornelia van Bentumová (NED) | 56,61  |
| ME 1985 | Heike Friedrichová (GDR)       | 55,71  | Manuela Stellmachová (GDR)    | 55,77   | Cornelia van Bentumová (NED) | 56,33  |
| ME 1987 | Kristin Ottová (GDR)           | 55,38  | Manuela Stellmachová (GDR)    | 55,49   | Tamara Costacheová (ROU)     | 56,11  |
| ME 1989 | Katrin Meißnerová (GDR)        | 55,38  | Manuela Stellmachová (GDR)    | 55,40   | Marianne Muisová (NED)       | 55,61  |
| ME 1991 | Catherine Plewinská (FRA)      | 56,20  | Karin Brienesseová (NED)      | 56,44   | Simone Osygusová (GER)       | 56,47  |
| ME 1993 | Franziska van Almsicková (GER) | 54,57  | Martina Moravcová (SVK)       | 55,97   | Catherine Plewinská (FRA)    | 56,09  |
| ME 1995 | Franziska van Almsicková (GER) | 55,34  | Mette Jacobsenová (DEN)       | 56,02   | Karen Pickeringová (GBR)     | 56,05  |
| ME 1997 | Sandra Völkerová (GER)         | 55,38  | Martina Moravcová (SVK)       | 55,46   | Antje Buschschulteová (GER)  | 55,50  |
| ME 1999 | Susan Rolphová (GBR)           | 55,03  | Inge de Bruijnová (NED)       | 55,24   | Sandra Völkerová (GER)       | 55,36  |
| ME 2000 | Therese Alshammarová (SWE)     | 54,41  | Martina Moravcová (SVK)       | 54,45   | Mette Jacobsenová (DEN)      | 55,31  |
| ME 2002 | Franziska van Almsicková (GER) | 54,39  | Martina Moravcová (SVK)       | 54,61   | Alena Popčanková (BLR)       | 54,62  |
| ME 2004 | Malia Metellaová (FRA)         | 54,46  | Marleen Veldhuisová (NED)     | 54,86   | Neri Nyangwaraová (GRE)      | 55,05  |
| ME 2006 | Britta Steffenová (GER)        | 53,30  | Marleen Veldhuisová (NED)     | 54,32   | Neri Nyangwaraová (GRE)      | 54,48  |
| ME 2008 | Marleen Veldhuisová (NED)      | 53,77  | Hanna-Maria Seppäläová (FIN)  | 54,04   | Inge Dekkerová (NED)         | 54,12  |
| ME 2010 | Francesca Halsallová (GBR)     | 53,58  | Alexandra Herasimenjová (BLR) | 53,82   | Femke Heemskerková (NED)     | 54.12  |
| ME 2012 | Sarah Sjöströmová (SWE)        | 53,61  | Britta Steffenová (GER)       | 54,15   | Daniela Schreiberová (GER)   | 54,41  |
| ME 2014 | Sarah Sjöströmová (SWE)        | 52,67  | Femke Heemskerková (NED)      | 53,64   | Michelle Colemanová (SWE)    | 53,75  |
| ME 2016 | Sarah Sjöströmová (SWE)        | 52,82  | Ranomi Kromowidjojová (NED)   | 53,24   | Femke Heemskerková (NED)     | 53,72  |
| ME 2018 | Sarah Sjöströmová (SWE)        | 52,93  | Femke Heemskerková (NED)      | 53,23   | Charlotte Bonnetová (FRA)    | 53,35  |
| ME 2020 | Femke Heemskerková (NED)       | 53,05  | Marie Wattelová (FRA)         | 53,32   | Anna Hopkinová (GBR)         | 53,43  |
| ME 2022 | Marrit Steenbergenová (NED)    | 53,24  | Charlotte Bonnetová (FRA)     | 53,62   | Freya Andersonová (GBR)      | 53,63  |
| ME 2024 | Barbora Seemanová (CZE)        | 53,50  | Barbora Janíčková (CZE)       | 54,17   | Nikolett Pádárová (HUN)      | 54,22  |

## 200 m volný způsob
| Rok     | Zlato                          | Zlato   | Stříbro                      | Stříbro | Bronz                                            | Bronz   |
| ------- | ------------------------------ | ------- | ---------------------------- | ------- | ------------------------------------------------ | ------- |
| ME 1970 | Gabriele Wetzková (GDR)        | 2:08,2  | Mirjana Šegrtová (YUG)       | 2:11,0  | Yvonne Nieberová (GDR)                           | 2:12,8  |
| ME 1974 | Kornelia Enderová (GDR)        | 2:03,22 | Enith Brigithaová (NED)      | 2:03,73 | Andrea Eifeová (GDR)                             | 2:05,04 |
| ME 1977 | Petra Thümerová (GDR)          | 2:00,29 | Barbara Krauseová (GDR)      | 2:01,40 | Annelies Maasová (NED)                           | 2:01,76 |
| ME 1981 | Carmela Schmidtová (GDR)       | 2:00,27 | Birgit Meinekeová (GDR)      | 2:00,57 | Cornelia van Bentumová (NED)                     | 2:01,15 |
| ME 1983 | Birgit Meinekeová (GDR)        | 1:59,45 | Astrid Straußová (GDR)       | 2:00,16 | Cornelia van Bentumová (NED)                     | 2:00,61 |
| ME 1985 | Heike Friedrichová (GDR)       | 1:59,55 | Manuela Stellmachová (GDR)   | 1:59,88 | Vanja Argirovová (BUL)                           | 2:02,62 |
| ME 1987 | Heike Friedrichová (GDR)       | 1:58,24 | Manuela Stellmachová (GDR)   | 1:58,95 | Luminița Dobrescuová (ROU)                       | 2:00,87 |
| ME 1989 | Manuela Stellmachová (GDR)     | 1:58,93 | Marianne Muisová (NED)       | 1:59,96 | Mette Jacobsenová (DEN)                          | 2:00,35 |
| ME 1991 | Mette Jacobsenová (DEN)        | 2:00,29 | Catherine Plewinská (FRA)    | 2:00,34 | Luminița Dobrescuová (ROU)                       | 2:01,77 |
| ME 1993 | Franziska van Almsicková (GER) | 1:57,97 | Luminița Dobrescuová (ROU)   | 2:00,39 | Karen Pickeringová (GBR)                         | 2:01,15 |
| ME 1995 | Kerstin Kielgaßová (GER)       | 2:00.56 | Malin Nilssonová (SWE)       | 2:01.35 | Mette Jacobsenová (DEN) Karen Pickeringová (GBR) | 2:01.52 |
| ME 1997 | Michelle De Bruinová (IRL)     | 1:59,93 | Naděžda Čemezovová (RUS)     | 1:59,97 | Camelia Potecová (ROU)                           | 2:00,17 |
| ME 1999 | Camelia Potecová (ROU)         | 1:58,79 | Kerstin Kielgaßová (GER)     | 2:00,09 | Natalija Baranovská (BLR)                        | 2:00,18 |
| ME 2000 | Natalija Baranovská (BLR)      | 1:59,51 | Martina Moravcová (SVK)      | 2:00,08 | Camelia Potecová (ROU)                           | 2:00,32 |
| ME 2002 | Franziska van Almsicková (GER) | 1:56,64 | Camelia Potecová (ROU)       | 1:57,80 | Alena Popčanková (BLR)                           | 1:57,91 |
| ME 2004 | Camelia Potecová (ROU)         | 1:58,20 | Solenne Figuèsová (FRA)      | 1:58,30 | Josefin Lillhageová (SWE)                        | 1:59,45 |
| ME 2006 | Otylia Jędrzejczaková (POL)    | 1:57,25 | Annika Liebsová (GER)        | 1:57,48 | Laure Manaudouová (FRA)                          | 1:58,38 |
| ME 2008 | Sara Isakovićová (SLO)         | 1:57,45 | Camelia Potecová (ROU)       | 1:57,47 | Ágnes Mutinaová (HUN)                            | 1:58,06 |
| ME 2010 | Federica Pellegriniová (ITA)   | 1:55,45 | Silke Lippoková (GER)        | 1:56,98 | Ágnes Mutinaová (HUN)                            | 1:57,12 |
| ME 2012 | Federica Pellegriniová (ITA)   | 1:56,76 | Silke Lippoková (GER)        | 1:58,19 | Ophélie Etienneová (FRA)                         | 1:58,23 |
| ME 2014 | Federica Pellegriniová (ITA)   | 1:56,01 | Katinka Hosszúová (HUN)      | 1:56,69 | Femke Heemskerková (NED)                         | 1:56,81 |
| ME 2016 | Federica Pellegriniová (ITA)   | 1:55,93 | Femke Heemskerková (NED)     | 1:55,97 | Charlotte Bonnetová (FRA)                        | 1:56,51 |
| ME 2018 | Charlotte Bonnetová (FRA)      | 1:54,95 | Femke Heemskerková (NED)     | 1:56,72 | Anastasija Guženkovová (RUS)                     | 1:56,77 |
| ME 2020 | Barbora Seemanová (CZE)        | 1:56,27 | Federica Pellegriniová (ITA) | 1:56,29 | Freya Andersonová (GBR)                          | 1:56,42 |
| ME 2022 | Marrit Steenbergenová (NED)    | 1:56,36 | Freya Andersonová (GBR)      | 1:56,52 | Isabel Goseová (GER)                             | 1:57,09 |
| ME 2024 | Barbora Seemanová (CZE)        | 1:55,37 | Minna Ábrahámová (HUN)       | 1:57,22 | Nicole Maierová (GER)                            | 1:57,36 |

## 400 m volný způsob
| Rok     | Zlato                          | Zlato   | Stříbro                        | Stříbro | Bronz                        | Bronz   |
| ------- | ------------------------------ | ------- | ------------------------------ | ------- | ---------------------------- | ------- |
| ME 1927 | Maria Braunová (NED)           | 6:11,8  | Marion Lavertyová (GBR)        | 6:13,6  | Friederike Löwyová (AUT)     | 6:21,0  |
| ME 1931 | Maria Braunová (NED)           | 5:42,0  | Joyce Cooperová (GBR)          | 5:54,0  | Yvonne Godardová (FRA)       | 5:55,4  |
| ME 1934 | Rie Mastenbroeková (NED)       | 5:27,4  | Willy den Oudenová (NED)       | 5:27,4  | Lilli Andersenová (DEN)      | 5:45,1  |
| ME 1938 | Ragnhild Hvegerová (DEN)       | 5:09,0  | Maria van Veenová (NED)        | 5:27,7  | Fernande Caroenová (BEL)     | 5:33,4  |
| ME 1947 | Karen Harupová (DEN)           | 5:18,2  | Catherine Gibsonová (GBR)      | 5:19,8  | Fernande Caroenová (BEL)     | 5:20,9  |
| ME 1950 | Greta Andersenová (DEN)        | 5:30,9  | Irma Schuhmacherová (NED)      | 5:31,2  | Colette Thomasová (FRA)      | 5:37,4  |
| ME 1954 | Ágota Sebőová (HUN)            | 5:14,4  | Valéria Gyengeová (HUN)        | 5:16,3  | Eša Ligoriová (YUG)          | 5:18,7  |
| ME 1958 | Jans Kosterová (NED)           | 5:02,6  | Cornelia Schimmelová (NED)     | 5:02,6  | Agnes Raeová (GBR)           | 5:07,7  |
| ME 1962 | Aartje Lasterieová (NED)       | 4:52,4  | Hendrika Tigelaarová (NED)     | 4:57,3  | Elisabeth Ljunggrenová (SWE) | 4:58,1  |
| ME 1966 | Claude Mandonnaudová (FRA)     | 4:48,2  | Aagje Koková (NED)             | 4:48,7  | Tamara Sosnovová (URS)       | 4:50,1  |
| ME 1970 | Elke Sehmischová (GDR)         | 4:32,9  | Gunilla Jonssonová (SWE)       | 4:36,8  | Karin Tüllingová (GDR)       | 4:38,0  |
| ME 1974 | Angela Frankeová (GDR)         | 4:17,83 | Cornelia Dörrová (GDR)         | 4:19,72 | Novella Calligarisová (ITA)  | 4:22,92 |
| ME 1977 | Petra Thümerová (GDR)          | 4:08,91 | Annelies Maasová (NED)         | 4:09,40 | Barbara Krauseová (GDR)      | 4:14,39 |
| ME 1981 | Ines Diersová (GDR)            | 4:08,58 | Carmela Schmidtová (GDR)       | 4:08,71 | Jacquelene Willmottová (GBR) | 4:15,23 |
| ME 1983 | Astrid Straußová (GDR)         | 4:08,07 | Anke Sonnenbrodtová (GDR)      | 4:10,37 | Irina Laričevová (URS)       | 4:12,90 |
| ME 1985 | Astrid Straußová (GDR)         | 4:09,22 | Anke Möhringová (GDR)          | 4:10,55 | Jelena Děnděberovová (URS)   | 4:14,44 |
| ME 1987 | Heike Friedrichová (GDR)       | 4:06,39 | Astrid Straußová (GDR)         | 4:07,71 | Stela Puraová (ROU)          | 4:09,65 |
| ME 1989 | Anke Möhringová (GDR)          | 4:05,84 | Heike Friedrichová (GDR)       | 4:10,14 | Manuela Melchiorriová (ITA)  | 4:10,89 |
| ME 1991 | Irene Dalbyová (NOR)           | 4:11,63 | Beatrice Coadăová (ROU)        | 4:12,33 | Cristina Sossiová (ITA)      | 4:12,35 |
| ME 1993 | Dagmar Haseová (GER)           | 4:10,47 | Kerstin Kielgaßová (GER)       | 4:12,18 | Irene Dalbyová (NOR)         | 4:12,51 |
| ME 1995 | Franziska van Almsicková (GER) | 4:08,37 | Carla Geurtsová (NED)          | 4:10,73 | Irene Dalbyová (NOR)         | 4:13,44 |
| ME 1997 | Dagmar Haseová (GER)           | 4:09,58 | Michelle De Bruinová (IRL)     | 4:10,50 | Kerstin Kielgaßová (GER)     | 4:10,89 |
| ME 1999 | Camelia Potecová (ROU)         | 4:08,09 | Kerstin Kielgaßová (GER)       | 4:08,57 | Jana Kločkovová (UKR)        | 4:10,11 |
| ME 2000 | Jana Kločkovová (UKR)          | 4:09,41 | Natalija Baranovská (BLR)      | 4:11,37 | Camelia Potecová (ROU)       | 4:11,76 |
| ME 2002 | Jana Kločkovová (UKR)          | 4:07,10 | Éva Risztovová (HUN)           | 4:07,24 | Camelia Potecová (ROU)       | 4:09,49 |
| ME 2004 | Laure Manaudouová (FRA)        | 4:07,90 | Camelia Potecová (ROU)         | 4:09,31 | Jana Kločkovová (UKR)        | 4:10,53 |
| ME 2006 | Laure Manaudouová (FRA)        | 4:02,13 | Joanne Jacksonová (GBR)        | 4:07,76 | Caitlin McClatcheyová (GBR)  | 4:08,13 |
| ME 2008 | Federica Pellegriniová (ITA)   | 4:01,53 | Coralie Balmyová (FRA)         | 4:04,15 | Camelia Potecová (ROU)       | 4:05,62 |
| ME 2010 | Rebecca Adlingtonová (GBR)     | 4:04,55 | Ophélie Etienneová (FRA)       | 4:05,40 | Lotte Friisová (DEN)         | 4:07,10 |
| ME 2012 | Coralie Balmyová (FRA)         | 4:05,31 | Mireia Belmonteová (ESP)       | 4:05,45 | Ophélie Etienneová (FRA)     | 4:07,47 |
| ME 2014 | Jazmin Carlinová (GBR)         | 4:03,24 | Sharon van Rouwendaalová (NED) | 4:03,76 | Mireia Belmonteová (ESP)     | 4:04,01 |
| ME 2016 | Boglárka Kapásová (HUN)        | 4:03,47 | Jazmin Carlinová (GBR)         | 4:04,85 | Mireia Belmonteová (ESP)     | 4:06,89 |
| ME 2018 | Simona Quadarellaová (ITA)     | 4:03,35 | Ajna Késelyová (HUN)           | 4:03,57 | Holly Hibbottová (GBR)       | 4:05,01 |
| ME 2020 | Simona Quadarellaová (ITA)     | 4:04,66 | Anna Jegorovová (RUS)          | 4:06,05 | Boglárka Kapásová (HUN)      | 4:06,90 |
| ME 2022 | Isabel Goseová (GER)           | 4:04,13 | Simona Quadarellaová (ITA)     | 4:04,77 | Ajna Késelyová (HUN)         | 4:08,00 |
| ME 2024 | Ajna Késelyová (HUN)           | 4:06,56 | Barbora Seemanová (CZE)        | 4:06,72 | Francisca Martinsová (POR)   | 4:10,94 |

## 800 m volný způsob
| Rok     | Zlato                      | Zlato   | Stříbro                         | Stříbro | Bronz                        | Bronz   |
| ------- | -------------------------- | ------- | ------------------------------- | ------- | ---------------------------- | ------- |
| ME 1970 | Karin Neugebauerová (GDR)  | 9:29,1  | Linda de Boerová (NED)          | 9:35,7  | Novella Calligarisová (ITA)  | 9:38,8  |
| ME 1974 | Cornelia Dörrová (GDR)     | 8:52,45 | Novella Calligarisová (ITA)     | 8:57,93 | Gudrun Wegnerová (GDR)       | 8:59,79 |
| ME 1977 | Petra Thümerová (GDR)      | 8:38,32 | Annelies Maasová (NED)          | 8:39,33 | Marina Altmannová (GDR)      | 8:52,94 |
| ME 1981 | Carmela Schmidtová (GDR)   | 8:32,79 | Ines Diersová (GDR)             | 8:32,89 | Jacquelene Willmottová (GBR) | 8:37,22 |
| ME 1983 | Astrid Straußová (GDR)     | 8:32,12 | Anke Sonnenbrodtová (GDR)       | 8:37,72 | Sarah Hardcastleová (GBR)    | 8:40,44 |
| ME 1985 | Astrid Straußová (GDR)     | 8:32,45 | Sarah Hardcastleová (GBR)       | 8:32,57 | Anke Möhringová (GDR)        | 8:40,82 |
| ME 1987 | Anke Möhringová (GDR)      | 8:19,53 | Astrid Straußová (GDR)          | 8:32,24 | Judit Csabaiová (HUN)        | 8:37,71 |
| ME 1989 | Anke Möhringová (GDR)      | 8:23,99 | Astrid Straußová (GDR)          | 8:28,24 | Irene Dalbyová (NOR)         | 8:28,59 |
| ME 1991 | Irene Dalbyová (NOR)       | 8:32,08 | Jana Henkeová (GER)             | 8:32,25 | Cristina Sossiová (ITA)      | 8:33,79 |
| ME 1993 | Jana Henkeová (GER)        | 8:32,47 | Irene Dalbyová (NOR)            | 8:33,77 | Olga Šplíchalová (CZE)       | 8:36,59 |
| ME 1995 | Julia Jungová (GER)        | 8:36,08 | Jana Henkeová (GER)             | 8:36,68 | Irene Dalbyová (NOR)         | 8:38,82 |
| ME 1997 | Kerstin Kielgaßová (GER)   | 8:34,41 | Carla Geurtsová (NED)           | 8:36,14 | Jana Henkeová (GER)          | 8:39,93 |
| ME 1999 | Hannah Stockbauerová (GER) | 8:33,79 | Kirsten Vlieghuisová (NED)      | 8:35,19 | Jana Henkeová (GER)          | 8:37,06 |
| ME 2000 | Flavia Rigamontiová (SUI)  | 8:29,16 | Chantal Strasserová (SUI)       | 8:31,36 | Kirsten Vlieghuisová (NED)   | 8:37,94 |
| ME 2002 | Jana Henkeová (GER)        | 8:23.83 | Éva Risztovová (HUN)            | 8:28.06 | Hannah Stockbauerová (GER)   | 8:30.97 |
| ME 2004 | Erika Villaécijaová (ESP)  | 8:31,26 | Anja Čarmanová (SLO)            | 8:37,10 | Camelia Potecová (ROU)       | 8:37,56 |
| ME 2006 | Laure Manaudouová (FRA)    | 8:19,29 | Rebecca Adlingtonová (GBR)      | 8:27,88 | Rebecca Cookeová (GBR)       | 8:28,40 |
| ME 2008 | Alessia Filippiová (ITA)   | 8:23,50 | Erika Villaécijaová (ESP)       | 8:24,08 | Camelia Potecová (ROU)       | 8:25,28 |
| ME 2010 | Lotte Friisová (DEN)       | 8:23,27 | Ophélie Etienneová (FRA)        | 8:24,00 | Federica Pellegriniová (ITA) | 8:24,99 |
| ME 2012 | Boglárka Kapásová (HUN)    | 8:26,49 | Coralie Balmyová (FRA)          | 8:27,79 | Éva Risztovová (HUN)         | 8:27,87 |
| ME 2014 | Jazmin Carlinová (GBR)     | 8:15,54 | Mireia Belmonteová (ESP)        | 8:21,22 | Boglárka Kapásová (HUN)      | 8:22,06 |
| ME 2016 | Boglárka Kapásová (HUN)    | 8:21,40 | Jazmin Carlinová (GBR)          | 8:23,52 | Tjaša Oderová (SLO)          | 8:25,68 |
| ME 2018 | Simona Quadarellaová (ITA) | 8:16,45 | Ajna Késelyová (HUN)            | 8:22,01 | Anna Jegorovová (RUS)        | 8:24,71 |
| ME 2020 | Simona Quadarellaová (ITA) | 8:20,23 | Anastasija Kirpičnikovová (RUS) | 8:21,86 | Anna Jegorovová (RUS)        | 8:26,56 |
| ME 2022 | Simona Quadarellaová (ITA) | 8:20,54 | Isabel Goseová (GER)            | 8:22,01 | Merve Tuncelová (TUR)        | 8:24,33 |
| ME 2024 | Ajna Késelyová (HUN)       | 8:29,96 | Fleur Lewisová (GBR)            | 8:33,54 | Deniz Ertanová (TUR)         | 8:34,31 |

## 1500 m volný způsob
| Rok     | Zlato                      | Zlato    | Stříbro                         | Stříbro  | Bronz                        | Bronz    |
| ------- | -------------------------- | -------- | ------------------------------- | -------- | ---------------------------- | -------- |
| ME 2008 | Flavia Rigamontiová (SUI)  | 15:58,54 | Erika Villaécijaová (ESP)       | 16:02,08 | Lotte Friisová (DEN)         | 16:11,26 |
| ME 2010 | Lotte Friisová (DEN)       | 15:59,13 | Gráinne Murphyová (IRL)         | 16:02,29 | Erika Villaécijaová (ESP)    | 16:05,08 |
| ME 2012 | Mireia Belmonteová (ESP)   | 16:05,34 | Éva Risztovová (HUN)            | 16:10,04 | Erika Villaécijaová (ESP)    | 16:15,85 |
| ME 2014 | Mireia Belmonteová (ESP)   | 15:57,29 | Boglárka Kapásová (HUN)         | 16:03,04 | Martina Caramignoliová (ITA) | 16:05,98 |
| ME 2016 | Boglárka Kapásová (HUN)    | 15:50,22 | Mireia Belmonteová (ESP)        | 16:00,20 | María Vilasová (ESP)         | 16:01,25 |
| ME 2018 | Simona Quadarellaová (ITA) | 15:51,61 | Sarah Köhlerová (GER)           | 15:57,85 | Ajna Késelyová (HUN)         | 16:03,22 |
| ME 2020 | Simona Quadarellaová (ITA) | 15:53,59 | Anastasija Kirpičnikovová (RUS) | 16:01,06 | Martina Caramignoliová (ITA) | 16:05,81 |
| ME 2022 | Simona Quadarellaová (ITA) | 15:54,15 | Viktória Mihályváriová (HUN)    | 16:02,15 | Martina Caramignoliová (ITA) | 16:12,39 |
| ME 2024 | Vivien Jacklová (HUN)      | 16:06,37 | Celine Riederová (GER)          | 16:15,98 | Fleur Lewisová (GBR)         | 16:17,53 |

## 50 m znak
| Rok     | Zlato                         | Zlato | Stříbro                                            | Stříbro | Bronz                         | Bronz |
| ------- | ----------------------------- | ----- | -------------------------------------------------- | ------- | ----------------------------- | ----- |
| ME 1999 | Sandra Völkerová (GER)        | 28,71 | Nina Živaněvská (ESP)                              | 29,02   | Metka Sparavecová (SLO)       | 29,25 |
| ME 2000 | Nina Živaněvská (ESP)         | 28,76 | Diana Mocanuová (ROU)                              | 28,85   | Ilona Hlaváčková (CZE)        | 29,18 |
| ME 2002 | Nina Živaněvská (ESP)         | 28,58 | Sandra Völkerová (GER)                             | 28,81   | Alexandra Herasimenjová (BLR) | 28,86 |
| ME 2004 | Ilona Hlaváčková (CZE)        | 29,00 | Nina Živaněvská (ESP)                              | 29,03   | Alessandra Cappaová (ITA)     | 29,28 |
| ME 2006 | Janine Pietschová (GER)       | 28,36 | Alexandra Herasimenjová (BLR)                      | 28,72   | Antje Buschschulteová (GER)   | 28,73 |
| ME 2008 | Anastasija Zujevová (RUS)     | 28,05 | Nina Živaněvská (ESP)                              | 28,11   | Sanja Jovanovićová (CRO)      | 28,17 |
| ME 2010 | Alexandra Herasimenjová (BLR) | 27,64 | Daniela Samulskiová (GER)                          | 27,99   | Merche Perisová (ESP)         | 28,01 |
| ME 2012 | Merche Perisová (ESP)         | 28,25 | Sanja Jovanovićová (CRO) Arianna Barbieriová (ITA) | 28,31   | —                             | —     |
| ME 2014 | Francesca Halsallová (GBR)    | 27,81 | Georgia Daviesová (GBR)                            | 27,82   | Mie Nielsenová (DEN)          | 27,87 |
| ME 2016 | Francesca Halsallová (GBR)    | 27,57 | Mie Nielsenová (DEN)                               | 27,77   | Georgia Daviesová (GBR)       | 27,87 |
| ME 2018 | Georgia Daviesová (GBR)       | 27,23 | Anastasija Fesikovová (RUS)                        | 27,31   | Mimosa Jallowová (FIN)        | 27,70 |
| ME 2020 | Kira Toussaintová (NED)       | 27,36 | Kathleen Dawsonová (GBR)                           | 27,46   | Maaike de Waardová (NED)      | 27,74 |
| ME 2022 | Analia Pigréeová (FRA)        | 27,27 | Silvia Scaliaová (ITA)                             | 27,53   | Maaike de Waardová (NED)      | 27,54 |
| ME 2024 | Danielle Hillová (IRL)        | 27,73 | Theodora Drakosová (GRE)                           | 27,87   | Adela Piskorská (POL)         | 28,00 |

## 100 m znak
| Rok     | Zlato                                        | Zlato   | Stříbro                      | Stříbro | Bronz                         | Bronz   |
| ------- | -------------------------------------------- | ------- | ---------------------------- | ------- | ----------------------------- | ------- |
| ME 1927 | Willy den Turková (NED)                      | 1:24,6  | Maria Braunová (NED)         | 1:26,2  | Phyllis Hardingová (GBR)      | 1:30,8  |
| ME 1931 | Maria Braunová (NED)                         | 1:22,8  | Joyce Cooperová (GBR)        | 1:23,6  | Phyllis Hardingová (GBR)      | 1:24,8  |
| ME 1934 | Rie Mastenbroeková (NED)                     | 1:20,3  | Gisela Arendtová (GER)       | 1:20,4  | Petronella Overslootová (NED) | 1:22,2  |
| ME 1938 | Cornelia Kintová (NED)                       | 1:15,0  | Irène van Feggelenová (NED)  | 1:15,9  | Birte Ove-Petersenová (DEN)   | 1:17,0  |
| ME 1947 | Karen Harupová (DEN)                         | 1:15,9  | Catherine Gibsonová (GBR)    | 1:16,5  | Irène Kosterová (NED)         | 1:18,0  |
| ME 1950 | Maria van der Horstová (NED)                 | 1:17,1  | Gertrud Herrbrucková (GER)   | 1:17,8  | Margaretha Gaillardová (NED)  | 1:17,9  |
| ME 1954 | Geertje Wielemaová (NED)                     | 1:13,2  | Johanna de Korteová (NED)    | 1:13,6  | Patricia Symonsová (GBR)      | 1:17.3  |
| ME 1958 | Judith Grinhamová (GBR)                      | 1:12,6  | Margaret Edwardsová (GBR)    | 1:12,9  | Larisa Viktorovová (URS)      | 1:13,9  |
| ME 1962 | Maria van Velsenová (NED)                    | 1:10,5  | Kornelia Winkelová (NED)     | 1:10,7  | Veronika Holletzová (GDR)     | 1:11,3  |
| ME 1966 | Christine Caronová (FRA)                     | 1:08,1  | Linda Ludgroveová (GBR)      | 1:08,9  | Cristina Balabanová (ROU)     | 1:09,7  |
| ME 1970 | Tinatin Lekveišviliová (URS)                 | 1:07,8  | Andrea Gyarmatiová (HUN)     | 1:07,9  | Jacobje Buterová (NED)        | 1:08,5  |
| ME 1974 | Ulrike Richterová (GDR)                      | 1:03,30 | Ulrike Tauberová (GDR)       | 1:05,07 | Enith Brigithaová (NED)       | 1:05,94 |
| ME 1977 | Birgit Treiberová (GDR)                      | 1:02,63 | Ulrike Richterová (GDR)      | 1:03,87 | Kaire Indriksonová (URS)      | 1:05,25 |
| ME 1981 | Ina Kleberová (GDR)                          | 1:02,81 | Cornelia Politová (GDR)      | 1:03,12 | Carmen Bunaciuová (ROU)       | 1:03,34 |
| ME 1983 | Ina Kleberová (GDR)                          | 1:01,79 | Cornelia Sirchová (GDR)      | 1:02,46 | Carmen Bunaciuová (ROU)       | 1:03,08 |
| ME 1985 | Birte Weigangová (GDR)                       | 1:02,16 | Kathrin Zimmermannová (GDR)  | 1:02,60 | Natalja Šibajevová (URS)      | 1:03,12 |
| ME 1987 | Kristin Ottová (GDR)                         | 1:01.86 | Svenja Schlichtová (FRG)     | 1:02.21 | Kathrin Zimmermannová (GDR)   | 1:02.55 |
| ME 1989 | Kristin Ottová (GDR)                         | 1:01,86 | Krisztina Egerszegiová (HUN) | 1:02,44 | Anja Eichhorstová (GDR)       | 1:03,10 |
| ME 1991 | Krisztina Egerszegiová (HUN)                 | 1:00,31 | Tünde Szabóová (HUN)         | 1:01,11 | Dagmar Haseová (GER)          | 1:02,41 |
| ME 1993 | Krisztina Egerszegiová (HUN)                 | 1:00,83 | Nina Živaněvská (RUS)        | 1:01,16 | Sandra Völkerová (GER)        | 1:01,89 |
| ME 1995 | Mette Jacobsenová (DEN)                      | 1:02,46 | Cathleen Rundová (GER)       | 1:02,91 | Nina Živaněvská (RUS)         | 1:03,06 |
| ME 1997 | Antje Buschschulteová (GER)                  | 1:01,74 | Roxana Maracineanuová (FRA)  | 1:01,84 | Sandra Völkerová (GER)        | 1:02,23 |
| ME 1999 | Sandra Völkerová (GER)                       | 1:01,39 | Nina Živaněvská (ESP)        | 1:01,98 | Roxana Maracineanuová (FRA)   | 1:02,47 |
| ME 2000 | Nina Živaněvská (ESP)                        | 1:01,02 | Diana Mocanuová (ROU)        | 1:01,54 | Louise Ørnstedtová (DEN)      | 1:01,88 |
| ME 2002 | Stanislava Komarovová (RUS)                  | 1:01,40 | Sandra Völkerová (GER)       | 1:01,42 | Antje Buschschulteová (GER)   | 1:01,56 |
| ME 2004 | Laure Manaudouová (FRA)                      | 1:00,93 | Stanislava Komarovová (RUS)  | 1:01,89 | Nina Živaněvská (ESP)         | 1:02,38 |
| ME 2006 | Laure Manaudouová (FRA)                      | 1:00,88 | Antje Buschschulteová (GER)  | 1:01,40 | Janine Pietschová (GER)       | 1:01,55 |
| ME 2008 | Anastasija Zujevová (RUS)                    | 59,41   | Laure Manaudouová (FRA)      | 1:00,05 | Nina Živaněvská (ESP)         | 1:00,29 |
| ME 2010 | Gemma Spofforthová (GBR)                     | 59,80   | Elizabeth Simmondsová (GBR)  | 1:00,19 | Jenny Mensingová (GER)        | 1:00,72 |
| ME 2012 | Jenny Mensingová (GER)                       | 1:00,08 | Arianna Barbieriová (ITA)    | 1:00,54 | Simona Baumrtová (CZE)        | 1:00,57 |
| ME 2014 | Katinka Hosszúová (HUN) Mie Nielsenová (DEN) | 59,63   | —                            | —       | Georgia Daviesová (GBR)       | 59,74   |
| ME 2016 | Mie Nielsenová (DEN)                         | 58,73   | Katinka Hosszúová (HUN)      | 58,94   | Kathleen Dawsonová (GBR)      | 59,68   |
| ME 2018 | Anastasija Fesikovová (RUS)                  | 59,19   | Georgia Daviesová (GBR)      | 59,36   | Carlotta Zofkovová (ITA)      | 59,61   |
| ME 2020 | Kathleen Dawsonová (GBR)                     | 58,49   | Margherita Panzieraová (ITA) | 59,01   | Marija Kameněvová (RUS)       | 59,22   |
| ME 2022 | Margherita Panzieraová (ITA)                 | 59,40   | Medi Harrisová (GBR)         | 59,46   | Kira Toussaintová (NED)       | 59,53   |
| ME 2024 | Adela Piskorská (POL)                        | 59,79   | Danielle Hillová (IRL)       | 1:00,19 | Roos Vanotterdijková (BEL)    | 1:00,58 |

## 200 m znak
| Rok     | Zlato                        | Zlato   | Stříbro                                       | Stříbro | Bronz                             | Bronz   |
| ------- | ---------------------------- | ------- | --------------------------------------------- | ------- | --------------------------------- | ------- |
| ME 1970 | Andrea Gyarmatiová (HUN)     | 2:25,5  | Barbara Hofmeisterová (GDR)                   | 2:26,6  | Tinatin Lekveišviliová (URS)      | 2:27,1  |
| ME 1974 | Ulrike Richterová (GDR)      | 2:17,35 | Ulrike Tauberová (GDR)                        | 2:18,72 | Enith Brigithaová (NED)           | 2:21,33 |
| ME 1977 | Birgit Treiberová (GDR)      | 2:13,10 | Ulrike Richterová (GDR)                       | 2:16,67 | Carmen Bunaciuová (ROU)           | 2:17,98 |
| ME 1981 | Cornelia Politová (GDR)      | 2:12,55 | Jolanda de Roverová (NED)                     | 2:15,22 | Larisa Gorčakovová (URS)          | 2:16,10 |
| ME 1983 | Cornelia Sirchová (GDR)      | 2:12,05 | Kathrin Zimmermannová (GDR)                   | 2:13,36 | Larisa Gorčakovová (URS)          | 2:14,41 |
| ME 1985 | Cornelia Sirchová (GDR)      | 2:10,89 | Kathrin Zimmermannová (GDR)                   | 2:12,43 | Jolanda de Roverová (NED)         | 2:15,06 |
| ME 1987 | Cornelia Sirchová (GDR)      | 2:10,20 | Kathrin Zimmermannová (GDR)                   | 2:12,23 | Svenja Schlichtová (FRG)          | 2:12,72 |
| ME 1989 | Dagmar Haseová (GDR)         | 2:12,46 | Krisztina Egerszegiová (HUN)                  | 2:12,61 | Kristin Ottová (GDR)              | 2:14,29 |
| ME 1991 | Krisztina Egerszegiová (HUN) | 2:06,62 | Tünde Szabóová (HUN)                          | 2:11,42 | Dagmar Haseová (GER)              | 2:12,21 |
| ME 1993 | Krisztina Egerszegiová (HUN) | 2:09,12 | Lorenza Vigaraniová (ITA)                     | 2:11,94 | Nina Živaněvská (RUS)             | 2:12,14 |
| ME 1995 | Krisztina Egerszegiová (HUN) | 2:07,24 | Dagmar Haseová (GER)                          | 2:10,60 | Cathleen Rundová (GER)            | 2:10,98 |
| ME 1997 | Cathleen Rundová (GER)       | 2:11,46 | Antje Buschschulteová (GER)                   | 2:12,05 | Roxana Maracineanuová (FRA)       | 2:12,06 |
| ME 1999 | Roxana Maracineanuová (FRA)  | 2:11,94 | Cathleen Rundová (GER) Julija Fomenková (RUS) | 2:13,33 | —                                 | —       |
| ME 2000 | Nina Živaněvská (ESP)        | 2:09,53 | Diana Mocanuová (ROU)                         | 2:11,62 | Antje Buschschulteová (GER)       | 2:12,04 |
| ME 2002 | Stanislava Komarovová (RUS)  | 2:09,49 | Nina Živaněvská (ESP)                         | 2:10,27 | Iryna Amšennikovová (UKR)         | 2:11,59 |
| ME 2004 | Stanislava Komarovaová (RUS) | 2:10,97 | Anja Čarmanová (SLO)                          | 2:13,12 | Sanja Jovanovićová (CRO)          | 2:13,95 |
| ME 2006 | Esther Baronová (FRA)        | 2:10,07 | Iryna Amšennikovová (UKR)                     | 2:12,13 | Melanie Marshallová (GBR)         | 2:12,17 |
| ME 2008 | Laure Manaudouová (FRA)      | 2:07,99 | Anastasija Zujevová (RUS)                     | 2:09,59 | Nikolett Szepesiová (HUN)         | 2:09,90 |
| ME 2010 | Elizabeth Simmondsová (GBR)  | 2:07,04 | Gemma Spofforthová (GBR)                      | 2:08,25 | Duane Da Rochaová (ESP)           | 2:10,46 |
| ME 2012 | Alexianne Castelová (FRA)    | 2:08,41 | Jenny Mensingová (GER)                        | 2:09,55 | Duane Da Rochaová (ESP)           | 2:09,56 |
| ME 2014 | Duane Da Rochaová (ESP)      | 2:09,37 | Lizzie Simmondsová (GBR)                      | 2:09,66 | Darja Ustinovová (RUS)            | 2:09,79 |
| ME 2016 | Katinka Hosszúová (HUN)      | 2:07,01 | Daryna Zevinová (UKR)                         | 2:07,48 | Matea Samardžićová (CRO)          | 2:09,24 |
| ME 2018 | Margherita Panzieraová (ITA) | 2:06,18 | Darja Ustinovová (RUS)                        | 2:07,12 | Katalin Buriánová (HUN)           | 2:07,43 |
| ME 2020 | Margherita Panzieraová (ITA) | 2:06,08 | Cassie Wildová (GBR)                          | 2:07,74 | Katalin Buriánová (HUN)           | 2:07,87 |
| ME 2022 | Margherita Panzieraová (ITA) | 2:07,13 | Katie Shanahanová (GBR)                       | 2:09,26 | Dóra Molnárová (HUN)              | 2:09,73 |
| ME 2024 | Camila Rebelová (POR)        | 2:08,95 | Dóra Molnárová (HUN)                          | 2:09,02 | Eszter Szabóová-Feltóthyová (HUN) | 2:09,21 |

## 50 m motýlek
| Rok     | Zlato                          | Zlato | Stříbro                        | Stříbro | Bronz                      | Bronz |
| ------- | ------------------------------ | ----- | ------------------------------ | ------- | -------------------------- | ----- |
| ME 1999 | Anna-Karin Kammerlingová (SWE) | 26,29 | Johanna Sjöbergová (SWE)       | 26,93   | Chantal Grootová (NED)     | 27,41 |
| ME 2000 | Anna-Karin Kammerlingová (SWE) | 26,40 | Karen Egdalová (DEN)           | 26,97   | Martina Moravcová (SVK)    | 26,98 |
| ME 2002 | Anna-Karin Kammerlingová (SWE) | 25,57 | Daniela Samulská (GER)         | 26,86   | Chantal Grootová (NED)     | 26,91 |
| ME 2004 | Natalija Suťaginová (RUS)      | 27,04 | Martina Moravcová (SVK)        | 27,09   | Chantal Grootová (NED)     | 27,11 |
| ME 2006 | Therese Alshammarová (SWE)     | 26,06 | Anna-Karin Kammerlingová (SWE) | 26,23   | Chantal Grootová (NED)     | 26,49 |
| ME 2008 | Chantal Grootová (NED)         | 26,03 | Inge Dekkerová (NED)           | 26,30   | Svetlana Chochlavová (BLR) | 26,52 |
| ME 2010 | Therese Alshammarová (SWE)     | 25,63 | Jeanette Ottesenová (DEN)      | 25,69   | Mélanie Héniqueová (FRA)   | 26,09 |
| ME 2012 | Sarah Sjöströmová (SWE)        | 25,64 | Triin Aljandová (EST)          | 25,92   | Ingvild Snildalová (NOR)   | 26,16 |
| ME 2014 | Sarah Sjöströmová (SWE)        | 24,98 | Jeanette Ottesenová (DEN)      | 25,34   | Francesca Halsallová (GBR) | 25,39 |
| ME 2016 | Sarah Sjöströmová (SWE)        | 24,99 | Jeanette Ottesenová (DEN)      | 25,44   | Francesca Halsallová (GBR) | 25,48 |
| ME 2018 | Sarah Sjöströmová (SWE)        | 25,16 | Emilie Beckmannová (DEN)       | 25,72   | Kimberly Buysová (BEL)     | 25,74 |
| ME 2020 | Ranomi Kromowidjojová (NED)    | 25,30 | Mélanie Héniqueová (FRA)       | 25,46   | Emilie Beckmannová (DEN)   | 25,59 |
| ME 2022 | Sarah Sjöströmová (SWE)        | 24,96 | Marie Wattelová (FRA)          | 25,33   | Maaike de Waardová (NED)   | 25,62 |
| ME 2024 | Sara Juneviková (SWE)          | 25,68 | Roos Vanotterdijková (BEL)     | 26,08   | Anna Dundunakisová (GRE)   | 26,18 |

## 100 m motýlek
| Rok     | Zlato                                          | Zlato   | Stříbro                        | Stříbro | Bronz                            | Bronz   |
| ------- | ---------------------------------------------- | ------- | ------------------------------ | ------- | -------------------------------- | ------- |
| ME 1954 | Jutta Langenauová (GDR)                        | 1:16,6  | Mária Littomeritzká (HUN)      | 1:18,6  | Ursula Happeová (FRG)            | 1:18,9  |
| ME 1958 | Catharina Lagerbergová (NED)                   | 1:11,9  | Aartje Voorbijová (NED)        | 1:12,1  | Marta Skupilová (TCH)            | 1:14,3  |
| ME 1962 | Aagje Koková (NED)                             | 1:09,0  | Ute Noacková (GDR)             | 1:10,0  | Marianne Heemskerková (NED)      | 1:10,3  |
| ME 1966 | Aagje Koková (NED)                             | 1:05,6  | Heike Hustedeová (FRG)         | 1:06,3  | Eila Pyrhönenová (FIN)           | 1:07,8  |
| ME 1970 | Andrea Gyarmatiová (HUN)                       | 1:05,0  | Helga Lindnerová (GDR)         | 1:05,4  | Edeltraud Kochová (FRG)          | 1:05,8  |
| ME 1974 | Rosemarie Kotherová (GDR)                      | 1:01,99 | Anne-Katrin Leuchtová (GDR)    | 1:03,63 | Gunilla Anderssonová (SWE)       | 1:04,67 |
| ME 1977 | Andrea Pollacková (GDR)                        | 1:00,61 | Christiane Knackeová (GDR)     | 1:00,71 | Ineke Ranová (NED)               | 1:03,40 |
| ME 1981 | Ute Gewenigerová (GDR)                         | 1:00,40 | Ines Geißlerová (GDR)          | 1:00,97 | Karin Seicková (FRG)             | 1:01,37 |
| ME 1983 | Ines Geißlerová (GDR)                          | 1:00,31 | Cornelia Politová (GDR)        | 1:00,92 | Cinzia Saviová-Scarponiová (ITA) | 1:01,37 |
| ME 1985 | Kornelia Greßlerová (GDR)                      | 59,46   | Birte Weigangová (GDR)         | 1:00,45 | Taťjana Kurnikovová (URS)        | 1:01,73 |
| ME 1987 | Kristin Ottová (GDR)                           | 59,52   | Birte Weigangová (GDR)         | 59,59   | Catherine Plewinská (FRA)        | 59,89   |
| ME 1989 | Catherine Plewinská (FRA)                      | 59,08   | Jacqueline Jacobová (GDR)      | 1:00,42 | Kathleen Nordová (GDR)           | 1:00,81 |
| ME 1991 | Catherine Plewinská (FRA)                      | 1:00,32 | Inge de Bruijnová (NED)        | 1:01,64 | Therese Lundinová (SWE)          | 1:01,80 |
| ME 1993 | Catherine Plewinská (FRA)                      | 1:00,13 | Franziska van Almsicková (GER) | 1:00,94 | Bettina Ustrowská (GER)          | 1:01,06 |
| ME 1995 | Mette Jacobsenová (DEN)                        | 1:00,64 | Ilaria Tocchiniová (ITA)       | 1:01,13 | Cécile Jeansonová (FRA)          | 1:01,15 |
| ME 1997 | Mette Jacobsenová (DEN)                        | 59,64   | Martina Moravcová (SVK)        | 59,74   | Johanna Sjöbergová (SWE)         | 1:00,07 |
| ME 1999 | Inge de Bruijnová (NED)                        | 58,49   | Johanna Sjöbergová (SWE)       | 58,97   | Diana Mocanuová (ROU)            | 1:00,02 |
| ME 2000 | Martina Moravcová (SVK)                        | 58,72   | Otylia Jędrzejczaková (POL)    | 58,97   | Johanna Sjöbergová (SWE)         | 59,29   |
| ME 2002 | Martina Moravcová (SVK)                        | 57,20   | Otylia Jędrzejczaková (POL)    | 57,97   | Anna-Karin Kammerlingová (SWE)   | 58,94   |
| ME 2004 | Martina Moravcová (SVK)                        | 58,05   | Malia Metellaová (FRA)         | 58,78   | Otylia Jędrzejczaková (POL)      | 58,85   |
| ME 2006 | Inge Dekkerová (NED)                           | 58,35   | Martina Moravcová (SVK)        | 58,98   | Alena Popčanková (FRA)           | 59,06   |
| ME 2008 | Sarah Sjöströmová (SWE)                        | 58,44   | Inge Dekkerová (NED)           | 58,50   | Aurore Mongelová (FRA)           | 58,54   |
| ME 2010 | Sarah Sjöströmová (SWE)                        | 57,32   | Francesca Halsallová (GBR)     | 57,40   | Therese Alshammarová (SWE)       | 57,80   |
| ME 2012 | Ingvild Snildalová (NOR)                       | 58,04   | Martina Granströmová (SWE)     | 58,07   | Amit Ivríová (ISR)               | 58,78   |
| ME 2014 | Jeanette Ottesenová (DEN)                      | 56,51   | Sarah Sjöströmová (SWE)        | 56,52   | Ilaria Bianchiová (ITA)          | 57,71   |
| ME 2016 | Sarah Sjöströmová (SWE)                        | 55,89   | Jeanette Ottesenová (DEN)      | 56,83   | Ilaria Bianchiová (ITA)          | 57,52   |
| ME 2018 | Sarah Sjöströmová (SWE)                        | 56,23   | Svetlana Čimrovová (RUS)       | 57,40   | Elena Di Liddová (ITA)           | 57,68   |
| ME 2020 | Anna Dundunakisová (GRE) Marie Wattelová (FRA) | 57,37   | —                              | —       | Louise Hanssonová (SWE)          | 57,56   |
| ME 2022 | Louise Hanssonová (SWE)                        | 56,66   | Marie Wattelová (FRA)          | 56,80   | Lana Pudarová (BIH)              | 57,27   |
| ME 2024 | Roos Vanotterdijková (BEL)                     | 57,47   | Georja Damasiotisová (GRE)     | 57,74   | Sara Juneviková (SWE)            | 58,06   |

## 200 m motýlek
| Rok     | Zlato                        | Zlato   | Stříbro                     | Stříbro | Bronz                              | Bronz   |
| ------- | ---------------------------- | ------- | --------------------------- | ------- | ---------------------------------- | ------- |
| ME 1970 | Helga Lindnerová (GDR)       | 2:20,2  | Mirjana Šegrtová (YUG)      | 2:24,5  | Evelyn Stolzeová (GDR)             | 2:25,6  |
| ME 1974 | Rosemarie Kotherová (GDR)    | 2:14,45 | Anne-Katrin Leuchtová (GDR) | 2:18,45 | Barbara Schwarzfeldtová (FRG)      | 2:19,71 |
| ME 1977 | Anett Fiebigová (GDR)        | 2:12,77 | Andrea Pollacková (GDR)     | 2:15,14 | Susan Jennerová (GBR)              | 2:15,45 |
| ME 1981 | Ines Geißlerová (GDR)        | 2:08,50 | Heike Dähneová (GDR)        | 2:09,59 | Agnieszka Czopeková (POL)          | 2:13,47 |
| ME 1983 | Cornelia Politová (GDR)      | 2:07,82 | Ines Geißlerová (GDR)       | 2:08,09 | Cornelia van Bentumová (NED)       | 2:12,87 |
| ME 1985 | Jacqueline Alexová (GDR)     | 2:11,78 | Kornelia Greßlerová (GDR)   | 2:11,87 | Petra Zindlerová (FRG)             | 2:14,62 |
| ME 1987 | Kathleen Nordová (GDR)       | 2:08,85 | Birte Weigangová (GDR)      | 2:09,60 | Stela Puraová (ROU)                | 2:11,56 |
| ME 1989 | Kathleen Nordová (GDR)       | 2:09,33 | Jacqueline Jacobová (GDR)   | 2:10,94 | Mette Jacobsenová (DEN)            | 2:12,63 |
| ME 1991 | Mette Jacobsenová (DEN)      | 2:12,87 | Sabine Herbstová (GER)      | 2:14,72 | Berit Puggaardová (DEN)            | 2:14,80 |
| ME 1993 | Krisztina Egerszegiová (HUN) | 2:10,71 | Katrin Jäkeová (GER)        | 2:13,07 | Bárbara Francová (ESP)             | 2:13,39 |
| ME 1995 | Michelle Smithová (IRL)      | 2:11,60 | Mette Jacobsenová (DEN)     | 2:12,29 | Sophia Skouová (DEN)               | 2:13,31 |
| ME 1997 | María Peláezová (ESP)        | 2:10,25 | Michelle De Bruinová (IRL)  | 2:10,88 | Mette Jacobsenová (DEN)            | 2:11,97 |
| ME 1999 | Mette Jacobsenová (DEN)      | 2:10,40 | María Peláezová (ESP)       | 2:11,49 | Otylia Jędrzejczaková (POL)        | 2:11,60 |
| ME 2000 | Otylia Jędrzejczaková (POL)  | 2:08,63 | Mette Jacobsenová (DEN)     | 2:08,77 | Mireia Garcíaová (ESP)             | 2:10,44 |
| ME 2002 | Otylia Jędrzejczaková (POL)  | 2:05,78 | Éva Risztovová (HUN)        | 2:08,24 | Annika Mehlhornová (GER)           | 2:09,37 |
| ME 2004 | Otylia Jędrzejczaková (POL)  | 2:06,47 | Paola Cavallinová (ITA)     | 2:09,27 | Mette Jacobsenová (DEN)            | 2:09,43 |
| ME 2006 | Otylia Jędrzejczaková (POL)  | 2:07,09 | Francesca Segatová (ITA)    | 2:08,96 | Caterina Giacchettiová (ITA)       | 2:09,01 |
| ME 2008 | Aurore Mongelová (FRA)       | 2:06,59 | Emese Kovácsová (HUN)       | 2:06,71 | Mireia Belmonteová (ESP)           | 2:09,32 |
| ME 2010 | Katinka Hosszúová (HUN)      | 2:06,71 | Zsuzsanna Jakabosová (HUN)  | 2:07,06 | Ellen Gandyová (GBR)               | 2:07,54 |
| ME 2012 | Katinka Hosszúová (HUN)      | 2:07,28 | Zsuzsanna Jakabosová (HUN)  | 2:07,86 | Martina Granströmová (SWE)         | 2:08,22 |
| ME 2014 | Mireia Belmonteová (ESP)     | 2:04,79 | Judit Ignaciová (ESP)       | 2:06,66 | Katinka Hosszúová (HUN)            | 2:07,28 |
| ME 2016 | Franziska Hentkeová (GER)    | 2:07,23 | Liliána Szilágyiová (HUN)   | 2:07,24 | Judit Ignaciová (ESP)              | 2:07,52 |
| ME 2018 | Boglárka Kapásová (HUN)      | 2:07,13 | Svetlana Čimrovová (RUS)    | 2:07,33 | Alys Thomasová (GBR)               | 2:07,42 |
| ME 2020 | Boglárka Kapásová (HUN)      | 2:06,50 | Katinka Hosszúová (HUN)     | 2:08,14 | Svetlana Čimrovová (RUS)           | 2:08,55 |
| ME 2022 | Lana Pudarová (BIH)          | 2:06,80 | Helena Bachová (DEN)        | 2:07,30 | Ilaria Cusinatová (ITA)            | 2:07,77 |
| ME 2024 | Helena Bachová (DEN)         | 2:07,88 | Lana Pudarová (BIH)         | 2:08,15 | Boglárka Telegdyová-Kapásová (HUN) | 2:08,22 |

## 50 m prsa
| Rok     | Zlato                      | Zlato | Stříbro                            | Stříbro | Bronz                         | Bronz |
| ------- | -------------------------- | ----- | ---------------------------------- | ------- | ----------------------------- | ----- |
| ME 1999 | Ágnes Kovácsová (HUN)      | 31,44 | Zoë Bakerová (GBR)                 | 31,53   | Janne Schäferová (GER)        | 32,22 |
| ME 2000 | Ágnes Kovácsová (HUN)      | 31,68 | Zoë Bakerová (GBR)                 | 32,00   | Sylvia Geraschová (GER)       | 32,02 |
| ME 2002 | Emma Igelströmová (SWE)    | 31,17 | Svitlana Bondarenková (UKR)        | 31,77   | Jelena Bogomazovová (RUS)     | 32,10 |
| ME 2004 | Maria Östlingová (SWE)     | 31,68 | Jelena Bogomazovová (RUS)          | 31,90   | Majken Thorupová (DEN)        | 32,05 |
| ME 2006 | Jelena Bogomazovová (RUS)  | 31,69 | Kate Haywoodová (GBR)              | 31,71   | Ágnes Kovácsová (HUN)         | 31,95 |
| ME 2008 | Janne Schäferová (GER)     | 31,08 | Julija Jefimovová (RUS)            | 31,41   | Mirna Jukićová (AUT)          | 31,59 |
| ME 2010 | Julija Jefimovová (RUS)    | 30,29 | Kate Haywoodová (GBR)              | 31,12   | Jennie Johanssonová (SWE)     | 31,24 |
| ME 2012 | Petra Chocová (CZE)        | 31,25 | Sycerika McMahonová (IRL)          | 31,27   | Caroline Ruhnauová (GER)      | 31,35 |
| ME 2014 | Rūta Meilutisová (LTU)     | 29,89 | Jennie Johanssonová (SWE)          | 30,52   | Moniek Nijhuisová (NED)       | 30,64 |
| ME 2016 | Jennie Johanssonová (SWE)  | 30,81 | Hrafnhildur Lúthersdóttirová (ISL) | 30,91   | Jenna Laukkanenová (FIN)      | 30,95 |
| ME 2018 | Julija Jefimovová (RUS)    | 29,81 | Imogen Clarková (GBR)              | 30,34   | Arianna Castiglioniová (ITA)  | 30,41 |
| ME 2020 | Benedetta Pilatová (ITA)   | 29,35 | Ida Hulkková (FIN)                 | 30,19   | Julija Jefimovová (RUS)       | 30,22 |
| ME 2022 | Rūta Meilutisová (LTU)     | 29,59 | Benedetta Pilatová (ITA)           | 29,71   | Imogen Clarková (GBR)         | 30,31 |
| ME 2024 | Dominika Sztanderová (POL) | 30,55 | Veera Kivirintaová (FIN)           | 30,65   | Olivia Klintová Ipsaová (SWE) | 30,90 |

## 100 m prsa
| Rok     | Zlato                          | Zlato   | Stříbro                                                  | Stříbro | Bronz                                       | Bronz   |
| ------- | ------------------------------ | ------- | -------------------------------------------------------- | ------- | ------------------------------------------- | ------- |
| ME 1970 | Galina Stěpanovová (URS)       | 1:15,6  | Uta Frommaterová (FRG)                                   | 1:16,9  | Alla Grebennikovová (URS)                   | 1:16,9  |
| ME 1974 | Christel Justenová (FRG)       | 1:12,55 | Renate Vogelová (GDR)                                    | 1:13,69 | Ágnes Kaczanderová (HUN)                    | 1:14,95 |
| ME 1977 | Julija Bogdanovová (URS)       | 1:11,89 | Carola Nitschkeová (GDR)                                 | 1:13,12 | Ramona Reinkeová (GDR)                      | 1:13,76 |
| ME 1981 | Ute Gewenigerová (GDR)         | 1:08,60 | Susannah Brownsdonová (GBR)                              | 1:11,05 | Larisa Belokonová (URS)                     | 1:11,17 |
| ME 1983 | Ute Gewenigerová (GDR)         | 1:08,51 | Sylvia Geraschová (GDR)                                  | 1:09,62 | Tanja Bogomilovová (BUL)                    | 1:10,77 |
| ME 1985 | Sylvia Geraschová (GDR)        | 1:08,62 | Silke Hörnerová (GDR)                                    | 1:08,95 | Tanja Bogomilovová (BUL)                    | 1:09,46 |
| ME 1987 | Silke Hörnerová (GDR)          | 1:07,91 | Manuela Dallaová-Valleová (ITA)                          | 1:09,66 | Sylvia Geraschová (GDR)                     | 1:09,83 |
| ME 1989 | Susanne Börnikeová (GDR)       | 1:09,55 | Tanja Dangalakovová (BUL)                                | 1:09,65 | Manuela Dallaová-Valleová (ITA)             | 1:10,39 |
| ME 1991 | Alena Rudkovská (URS)          | 1:09,05 | Svitlana Bondarenková (URS)                              | 1:09,99 | Tanja Dangalakovová (BUL)                   | 1:10,12 |
| ME 1993 | Sylvia Geraschová (GER)        | 1:10,05 | Svitlana Bondarenková (UKR)                              | 1:10,29 | Alena Rudkovská (BLR)                       | 1:10,52 |
| ME 1995 | Brigitte Becueová (BEL)        | 1:09,30 | Svitlana Bondarenková (UKR)                              | 1:09,73 | Ágnes Kovácsová (HUN)                       | 1:10,77 |
| ME 1997 | Ágnes Kovácsová (HUN)          | 1:08,08 | Svitlana Bondarenková (UKR)                              | 1:08,87 | Brigitte Becueová (BEL)                     | 1:09,42 |
| ME 1999 | Ágnes Kovácsová (HUN)          | 1:08,75 | Svitlana Bondarenková (UKR)                              | 1:09,33 | Brigitte Becueová (BEL)                     | 1:10,23 |
| ME 2000 | Ágnes Kovácsová (HUN)          | 1:08,38 | Sylvia Geraschová (GER)                                  | 1:09,28 | Svitlana Bondarenková (UKR)                 | 1:09,81 |
| ME 2002 | Emma Igelströmová (SWE)        | 1:07,87 | Svitlana Bondarenková (UKR)                              | 1:09,28 | Jelena Bogomazovová (RUS)                   | 1:09,53 |
| ME 2004 | Svitlana Bondarenková (UKR)    | 1:09,23 | Jelena Bogomazovová (RUS)                                | 1:09,37 | Mirna Jukićová (AUT) Maria Östlingová (SWE) | 1:09,41 |
| ME 2006 | Hanna Chlistunovová (UKR)      | 1:07,55 | Kirsty Balfourová (GBR)                                  | 1:07,95 | Ágnes Kovácsová (HUN)                       | 1:08,60 |
| ME 2008 | Mirna Jukićová (AUT)           | 1:08,18 | Aljona Alexejevová (RUS)                                 | 1:08,91 | Joline Höstmanová (SWE)                     | 1:08,94 |
| ME 2010 | Julija Jefimovová (RUS)        | 1:06,32 | Jennie Johanssonová (SWE) Rikke Møller Pedersenová (DEN) | 1:07,36 | —                                           | —       |
| ME 2012 | Sarah Poeweová (GER)           | 1:07,33 | Jennie Johanssonová (SWE)                                | 1:07,85 | Marina Garcíaová (ESP)                      | 1:07,91 |
| ME 2014 | Rikke Møller Pedersenová (DEN) | 1:06,23 | Jennie Johanssonová (SWE)                                | 1:07,04 | Arianna Castiglioniová (ITA)                | 1:07,36 |
| ME 2016 | Rūta Meilutisová (LTU)         | 1:06,17 | Hrafnhildur Lúthersdóttirová (ISL)                       | 1:06,45 | Chloé Tuttonová (GBR)                       | 1:07,50 |
| ME 2018 | Julija Jefimovová (RUS)        | 1:05,53 | Rūta Meilutisová (LTU)                                   | 1:06,26 | Arianna Castiglioniová (ITA)                | 1:06,54 |
| ME 2020 | Sophie Hanssonová (SWE)        | 1:05,69 | Arianna Castiglioniová (ITA)                             | 1:06,13 | Martina Carrarová (ITA)                     | 1:06,21 |
| ME 2022 | Benedetta Pilatová (ITA)       | 1:05,97 | Lisa Angioliniová (ITA)                                  | 1:06,34 | Rūta Meilutisová (LTU)                      | 1:06,50 |
| ME 2024 | Eneli Jefimovová (EST)         | 1:06,41 | Lisa Mamiéová (SUI)                                      | 1:07,15 | Olivia Klintová Ipsaová (SWE)               | 1:07,73 |

## 200 m prsa
| Rok     | Zlato                           | Zlato   | Stříbro                          | Stříbro | Bronz                              | Bronz   |
| ------- | ------------------------------- | ------- | -------------------------------- | ------- | ---------------------------------- | ------- |
| ME 1927 | Hildegard Schraderová (GER)     | 3:20,4  | Charlotte Müheová (GER)          | 3:25,2  | Hertha Bienenfeldová (AUT)         | 3:27,6  |
| ME 1931 | Cecelia Wolstenholmeová (GBR)   | 3:16,4  | Jeanette Kasteinová (NED)        | 3:18,2  | Margery Hintonová (GBR)            | 3:20,4  |
| ME 1934 | Martha Genengerová (GER)        | 3:09,1  | Johanna Hölznerová (GER)         | 3:09,3  | Inger Kraghová (DEN)               | 3:13,2  |
| ME 1938 | Inge Sørensenová (DEN)          | 3:05,4  | Doris Storeyová (GBR)            | 3:06,0  | Johanna Waalbergová (NED)          | 3:06,2  |
| ME 1947 | Petronella van Vlietová (NED)   | 2:56,6  | Éva Székelyová (HUN)             | 2:57,9  | Adriana de Grootová (NED)          | 3:00,5  |
| ME 1950 | Raymonda Vergauwenová (BEL)     | 3:00,1  | Elisabeth Bonnierová (NED)       | 3:01,8  | Adriana de Grootová (NED)          | 3:02,2  |
| ME 1954 | Ursula Happeová (FRG)           | 2:54,9  | Jytte Hansenová (DEN)            | 2:55,0  | Klára Killermannová (HUN)          | 2:55,8  |
| ME 1958 | Adelaïde den Haanová (NED)      | 2:52,0  | Anita Lonsbroughová (GBR)        | 2:53,5  | Wiltrud Urselmannová (FRG)         | 2:53,8  |
| ME 1962 | Anita Lonsbroughová (GBR)       | 2:50,2  | Klena Bimoltová (NED)            | 2:51,2  | Ursula Küperová (GDR)              | 2:52,2  |
| ME 1966 | Galina Prozumenščikovová] (URS) | 2:40,8  | Irina Pozdňakovová (URS)         | 2:41,9  | Gillian Slatteryová (GBR)          | 2:47,9  |
| ME 1970 | Galina Stěpanovová (URS)        | 2:40,7  | Alla Grebennikovová (URS)        | 2:43,5  | Dorothy Harrisonová (GBR)          | 2:45,6  |
| ME 1974 | Karla Linkeová (GDR)            | 2:34,99 | Anne-Katrin Schottová (GDR)      | 2:38,88 | Marina Jurčeňová (URS)             | 2:42,04 |
| ME 1977 | Julija Bogdanovová (URS)        | 2:35,04 | Susanne Nielssonová (DEN)        | 2:35,34 | Eva-Marie Håkanssonová (SWE)       | 2:38,05 |
| ME 1981 | Ute Gewenigerová (GDR)          | 2:32,41 | Larisa Belokonová (URS)          | 2:33,07 | Grażyna Dziedzicová (POL)          | 2:35,35 |
| ME 1983 | Ute Gewenigerová (GDR)          | 2:30,64 | Sylvia Geraschová (GDR)          | 2:30,67 | Olga Zelenkovová (URS)             | 2:33,10 |
| ME 1985 | Tanja Bogomilovová (BUL)        | 2:28,57 | Sylvia Geraschová (GDR)          | 2:29,02 | Silke Hörnerová (GDR)              | 2:29,82 |
| ME 1987 | Silke Hörnerová (GDR)           | 2:27,49 | Ingrid Lempereurová (BEL)        | 2:29,79 | Svetlana Kuzminová (URS)           | 2:29,88 |
| ME 1989 | Susanne Börnikeová (GDR)        | 2:27,77 | Brigitte Becueová (BEL)          | 2:29,94 | Jelena Volkovová (URS)             | 2:29,95 |
| ME 1991 | Alena Rudkovská (URS)           | 2:29,50 | Beatrice Coadăová (ROU)          | 2:32,00 | Tanja Dangalakovová (BUL)          | 2:32,09 |
| ME 1993 | Brigitte Becueová (BEL)         | 2:31,18 | Anna Nikitinová (RUS)            | 2:32,15 | Marie Hardimanová (GBR)            | 2:32,48 |
| ME 1995 | Brigitte Becueová (BEL)         | 2:27,66 | Svitlana Bondarenková (UKR)      | 2:30,50 | Alicja Pęczaková (POL)             | 2:30,59 |
| ME 1997 | Ágnes Kovácsová (HUN)           | 2:24,90 | Alicja Pęczaková (POL)           | 2:28,04 | Brigitte Becueová (BEL)            | 2:28,90 |
| ME 1999 | Ágnes Kovácsová (HUN)           | 2:27,12 | Beatrice Cășlaruová (ROU)        | 2:27,80 | Alicja Pęczaková (POL)             | 2:28,93 |
| ME 2000 | Beatrice Cășlaruová (ROU)       | 2:26,76 | Ágnes Kovácsová (HUN)            | 2:26,85 | Karine Brémondová (FRA)            | 2:28,20 |
| ME 2002 | Mirna Jukićová (AUT)            | 2:25,83 | Anne Poleská (GER)               | 2:27,37 | Emma Igelströmová (SWE)            | 2:27,61 |
| ME 2004 | Mirna Jukićová (AUT)            | 2:27,25 | Alenka Kejžarová (SLO)           | 2:29,71 | Jelena Bogomazovová (RUS)          | 2:29,77 |
| ME 2006 | Kirsty Balfourová (GBR)         | 2:25,66 | Julija Pidlisná (UKR)            | 2:28,42 | Ágnes Kovácsová (HUN)              | 2:28,90 |
| ME 2008 | Julija Jefimovová (RUS)         | 2:24,09 | Mirna Jukićová (AUT)             | 2:24,58 | Aljona Alexejevová (RUS)           | 2:25,22 |
| ME 2010 | Anastasija Čaunová (RUS)        | 2:23,50 | Sara Nordenstamová (NOR)         | 2:24,42 | Rikke Møller Pedersenová (DEN)     | 2:24,99 |
| ME 2012 | Sara Nordenstamová (NOR)        | 2:26,91 | Irina Novikovová (RUS)           | 2:27,25 | Sarah Poeweová (GER)               | 2:27,80 |
| ME 2014 | Rikke Møller Pedersenová (DEN)  | 2:19,84 | Molly Renshawová (GBR)           | 2:23,82 | Jessica Vallová (ESP)              | 2:24,08 |
| ME 2016 | Rikke Møller Pedersenová (DEN)  | 2:21,69 | Jessica Vallová (ESP)            | 2:22,56 | Hrafnhildur Lúthersdóttirová (ISL) | 2:22,96 |
| ME 2018 | Julija Jefimovová (RUS)         | 2:21,31 | Jessica Vallová (ESP)            | 2:23,02 | Molly Renshawová (GBR)             | 2:23,43 |
| ME 2020 | Molly Renshawová (GBR)          | 2:21,34 | Lisa Mamiéová (SUI)              | 2:22,05 | Julija Jefimovová (RUS)            | 2:22,16 |
| ME 2022 | Lisa Mamiéová (SUI)             | 2:23,27 | Martina Carrarová (ITA)          | 2:23,64 | Kotryna Teterevkovová (LTU)        | 2:24,16 |
| ME 2024 | Kristýna Horská (CZE)           | 2:23,60 | Clara Rybaková-Andersenová (DEN) | 2:25,20 | Lisa Mamiéová (SUI)                | 2:26,10 |

## 200 m polohový závod
| Rok     | Zlato                                           | Zlato   | Stříbro                         | Stříbro | Bronz                      | Bronz   |
| ------- | ----------------------------------------------- | ------- | ------------------------------- | ------- | -------------------------- | ------- |
| ME 1970 | Martina Grunertová (GDR)                        | 2:27,6  | Evelyn Stolzeová (GDR)          | 2:29,3  | Shelagh Ratcliffeová (GBR) | 2:29,6  |
| ME 1974 | Ulrike Tauberová (GDR)                          | 2:18,97 | Andrea Hübnerová (GDR)          | 2:23,97 | Irina Fetisovová (URS)     | 2:25,40 |
| ME 1977 | Ulrike Tauberová (GDR)                          | 2:15,95 | Sabine Kahleová (GDR)           | 2:17,79 | Olga Klevakinová (URS)     | 2:19,35 |
| ME 1981 | Ute Gewenigerová (GDR)                          | 2:12,64 | Petra Schneiderová (GDR)        | 2:13,49 | Olga Klevakinová (URS)     | 2:19,10 |
| ME 1983 | Ute Gewenigerová (GDR)                          | 2:13,07 | Kathleen Nordová (GDR)          | 2:15,55 | Irina Gerasimovová (URS)   | 2:16,72 |
| ME 1985 | Kathleen Nordová (GDR)                          | 2:16,07 | Sonja Blagovová (BUL)           | 2:17,35 | Susanne Börnikeová (GDR)   | 2:17,96 |
| ME 1987 | Cornelia Sirchová (GDR)                         | 2:15,04 | Daniela Hungerová (GDR)         | 2:15,27 | Noëmi Lungová (ROU)        | 2:15,84 |
| ME 1989 | Daniela Hungerová (GDR)                         | 2:13,26 | Marianne Muisová (NED)          | 2:15,85 | Mildred Muisová (NED)      | 2:17,23 |
| ME 1991 | Daniela Hungerová (GER)                         | 2:15,53 | Beatrice Coadăová (ROU)         | 2:16,68 | Marion Zollerová (GER)     | 2:17,43 |
| ME 1993 | Daniela Hungerová (GER)                         | 2:15,33 | Darja Šmeljovová (RUS)          | 2:16,90 | Silvia Pareraová (ESP)     | 2:17,06 |
| ME 1995 | Michelle Smithová (IRL)                         | 2:15,27 | Brigitte Becueová (BEL)         | 2:16,15 | Alicja Pęczaková (POL)     | 2:17,42 |
| ME 1997 | Oxana Verevková (RUS)                           | 2:14,74 | Martina Moravcová (SVK)         | 2:15,02 | Jana Kločkovová (UKR)      | 2:15,03 |
| ME 1999 | Jana Kločkovová (UKR)                           | 2:14,02 | Beatrice Cășlaruová (ROU)       | 2:15,12 | Sabine Klenzová (GER)      | 2:16,95 |
| ME 2000 | Beatrice Cășlaruová (ROU) Jana Kločkovová (UKR) | 2:12,57 | —                               | —       | Susan Rolphová (GBR)       | 2:15,82 |
| ME 2002 | Jana Kločkovová (UKR)                           | 2:11,59 | Hanna Ščerbová (BLR)            | 2:13,04 | Alenka Kejžarová (SLO)     | 2:14,24 |
| ME 2004 | Jana Kločkovová (UKR)                           | 2:12,56 | Hanna Ščerbová (BLR)            | 2:15,03 | Beatrice Cășlaruová (ROU)  | 2:15,70 |
| ME 2006 | Laure Manaudouová (FRA)                         | 2:12,69 | Katarzyna Baranowská (POL)      | 2:13,36 | Alessia Filippiová (ITA)   | 2:13,75 |
| ME 2008 | Mireia Belmonteová (ESP)                        | 2:11,16 | Evelyn Verrasztóová (HUN)       | 2:12,93 | Camille Muffatová (FRA)    | 2:13,63 |
| ME 2010 | Katinka Hosszúová (HUN)                         | 2:10,09 | Evelyn Verrasztóová (HUN)       | 2:10,10 | Hannah Mileyová (GBR)      | 2:10,89 |
| ME 2012 | Katinka Hosszúová (HUN)                         | 2:10,84 | Sophie Allenová (GBR)           | 2:11,49 | Evelyn Verrasztóová (HUN)  | 2:11,63 |
| ME 2014 | Katinka Hosszúová (HUN)                         | 2:08,11 | Aimee Willmottová (GBR)         | 2:11,44 | Lisa Zaiserová (AUT)       | 2:12,17 |
| ME 2016 | Katinka Hosszúová (HUN)                         | 2:07,30 | Siobhan-Marie O'Connorová (GBR) | 2:09,03 | Hannah Mileyová (GBR)      | 2:11,84 |
| ME 2018 | Katinka Hosszúová (HUN)                         | 2:10,17 | Ilaria Cusinatová (ITA)         | 2:10,25 | Marija Ugolkovová (SUI)    | 2:10,83 |
| ME 2020 | Anastasija Gorbenková (ISR)                     | 2:09,99 | Abbie Woodová (GBR)             | 2:10,03 | Katinka Hosszúová (HUN)    | 2:10,12 |
| ME 2022 | Anastasija Gorbenková (ISR)                     | 2:10,92 | Marrit Steenbergenová (NED)     | 2:11,14 | Sara Franceschiová (ITA)   | 2:11,38 |
| ME 2024 | Anastasija Gorbenková (ISR)                     | 2:09,75 | Lea Polonská (ISR)              | 2:11,18 | Barbora Seemanová (CZE)    | 2:11,48 |

## 400 m polohový závod
| Rok     | Zlato                        | Zlato   | Stříbro                                              | Stříbro | Bronz                      | Bronz   |
| ------- | ---------------------------- | ------- | ---------------------------------------------------- | ------- | -------------------------- | ------- |
| ME 1962 | Aartje Lasterieová (NED)     | 5:27,8  | Anita Lonsbroughová (GBR)                            | 5:32,3  | Márta Egerváryová (HUN)    | 5:33,3  |
| ME 1966 | Elisabeth Heukelsová (NED)   | 5:25,0  | Heidi Pechsteinová (GDR)                             | 5:26,0  | Ljudmila Chazijevová (URS) | 5:28,4  |
| ME 1970 | Evelyn Stolzeová (GDR)       | 5:07,9  | Brigitte Schuchardtová (GDR)                         | 5:18,3  | Shelagh Ratcliffeová (GBR) | 5:19,6  |
| ME 1974 | Ulrike Tauberová (GDR)       | 4:52,42 | Gudrun Wegnerová (GDR)                               | 4:58,78 | Susan Richardsonová (GBR)  | 5:06,71 |
| ME 1977 | Ulrike Tauberová (GDR)       | 4:45,22 | Sabine Kahleová (GDR)                                | 4:50,70 | Sharron Daviesová (GBR)    | 4:54,95 |
| ME 1981 | Petra Schneiderová (GDR)     | 4:39,30 | Ute Gewenigerová (GDR)                               | 4:45,43 | Agnieszka Czopeková (POL)  | 4:50,75 |
| ME 1983 | Kathleen Nordová (GDR)       | 4:39,95 | Petra Schneiderová (GDR)                             | 4:40,34 | Petra Zindlerová (FRG)     | 4:47,90 |
| ME 1985 | Kathleen Nordová (GDR)       | 4:47,08 | Cornelia Sirchová (GDR)                              | 4:48,73 | Sonja Blagovová (BUL)      | 4:50,69 |
| ME 1987 | Noëmi Lungová (ROU)          | 4:40,21 | Jelena Děnděberovová (URS)                           | 4:42,62 | Kathleen Nordová (GDR)     | 4:44,09 |
| ME 1989 | Daniela Hungerová (GDR)      | 4:41,82 | Krisztina Egerszegiová (HUN)                         | 4:44,75 | Grit Müllerová (GDR)       | 4:46,06 |
| ME 1991 | Krisztina Egerszegiová (HUN) | 4:39,78 | Beatrice Coadăová (ROU)                              | 4:44,67 | Ewa Synowská (POL)         | 4:47,92 |
| ME 1993 | Krisztina Egerszegiová (HUN) | 4:39,55 | Darja Šmeljovová (RUS)                               | 4:44,91 | Hana Černá (CZE)           | 4:46,37 |
| ME 1995 | Krisztina Egerszegiová (HUN) | 4:40,33 | Michelle Smithová (IRL)                              | 4:42,81 | Cathleen Rundová (GER)     | 4:46,22 |
| ME 1997 | Michelle De Bruinová (IRL)   | 4:42,08 | Jana Kločkovová (UKR)                                | 4:43,07 | Hana Černá (CZE)           | 4:44,05 |
| ME 1999 | Jana Kločkovová (UKR)        | 4:38,14 | Beatrice Cășlaruová (ROU)                            | 4:40,98 | Hana Černá (CZE)           | 4:45,45 |
| ME 2000 | Jana Kločkovová (UKR)        | 4:39,78 | Beatrice Cășlaruová (ROU)                            | 4:41,64 | Yseult Gervyová (BEL)      | 4:46,15 |
| ME 2002 | Jana Kločkovová (UKR)        | 4:35,10 | Éva Risztovová (HUN)                                 | 4:36,17 | Nicole Hetzerová (GER)     | 4:42,22 |
| ME 2004 | Jana Kločkovová (UKR)        | 4:38,52 | Éva Risztovová (HUN)                                 | 4:40,34 | Anja Klinarová (SLO)       | 4:46,05 |
| ME 2006 | Alessia Filippiová (ITA)     | 4:35,80 | Nicole Hetzerová (GER)                               | 4:37,97 | Katarzyna Baranowská (POL) | 4:40,02 |
| ME 2008 | Alessia Filippiová (ITA)     | 4:36,68 | Katinka Hosszúová (HUN)                              | 4:37,43 | Jana Martynovová (RUS)     | 4:37,86 |
| ME 2010 | Hannah Mileyová (GBR)        | 4:33,09 | Katinka Hosszúová (HUN)                              | 4:36,43 | Zsuzsanna Jakabosová (HUN) | 4:37,92 |
| ME 2012 | Katinka Hosszúová (HUN)      | 4:33,76 | Zsuzsanna Jakabosová (HUN)                           | 4:35,68 | Barbora Závadová (CZE)     | 4:38,07 |
| ME 2014 | Katinka Hosszúová (HUN)      | 4:31,03 | Mireia Belmonteová (ESP)                             | 4:33,13 | Aimee Willmottová (GBR)    | 4:34,69 |
| ME 2016 | Katinka Hosszúová (HUN)      | 4:30,90 | Hannah Mileyová (GBR)                                | 4:35,27 | Zsuzsanna Jakabosová (HUN) | 4:38,39 |
| ME 2018 | Fantine Lesaffreová (FRA)    | 4:34,17 | Ilaria Cusinatová (ITA)                              | 4:35,05 | Hannah Mileyová (GBR)      | 4:35,34 |
| ME 2020 | Katinka Hosszúová (HUN)      | 4:34,76 | Viktória Mihályváriová (HUN) Aimee Willmottová (GBR) | 4:36,81 | —                          | —       |
| ME 2022 | Viktória Mihályváriová (HUN) | 4:37,56 | Zsuzsanna Jakabosová (HUN)                           | 4:39,79 | Freya Colbertová (GBR)     | 4:40,06 |
| ME 2024 | Anastasija Gorbenková (ISR)  | 4:36,05 | Vivien Jacklová (HUN)                                | 4:38,96 | Zsuzsanna Jakabosová (HUN) | 4:40,24 |

## 4×100 m volný způsob
| Rok     | Zlato | Zlato   | Stříbro | Stříbro | Bronz | Bronz   |
| ------- | --- | ------- | --- | ------- | --- | ------- |
| ME 1927 | Spojené království (GBR) (Marion Lavertyová, Valerie Daviesová, Ellen Kingová, Joyce Cooperová)                                                                            | 5:11,0  | Nizozemsko (NED) (Geertruida Klapwijková, Willy den Turková, Maria Braunová, Maria Vierdagová)                                                                             | 5:11,6  | Německá říše (GER) (Charlotte Lehmannová, Anna Rehbornová, Marianne Schmidtová, Irene Erkensová)                                                  | 5:12,8  |
| ME 1931 | Nizozemsko (NED) (Geertruida Baumeisterová, Maria Vierdagová, Willy den Oudenová, Maria Braunová)                                                                          | 4:55,0  | Spojené království (GBR) (Valerie Daviesová, Phyllis Hardingová, Jean McDowallová, Joyce Cooperová)                                                                        | 5:00,8  | Maďarské království (HUN) (Margit Mallaszová, Ilona Tóthová, Margit Siposová, Magda Lenkeiová)                                                    | 5:02.2  |
| ME 1934 | Nizozemsko (NED) (Johanna Selbachová, Anna Timmermansová, Rie Mastenbroeková, Willy den Oudenová)                                                                          | 4:41,5  | Německá říše (GER) (Ruth Halbsguthová, Ingrid Ohligerová, Hilde Salbertová, Gisela Arendtová)                                                                              | 4:50,4  | Spojené království (GBR) (Olivia Bartleová, Margery Hintonová, Edna Hughesová, Beatrice Wolstenholmeová)                                          | 4:58,3  |
| ME 1938 | Dánsko (DEN) (Eva Arndtová, Gunvor Kraftová, Birte Ove-Petersenová, Ragnhild Hvegerová)                                                                                    | 4:31,6  | Nizozemsko (NED) (Alie Stijlová, Gertrude Malcorpsová, Maria van Veenová, Willy den Oudenová)                                                                              | 4:39,5  | Spojené království (GBR) (Zilpha Grantová, Joyce Harrowbyová, Margery Hintonová, Olive Wadhamová)                                                 | 4:51,4  |
| ME 1947 | Dánsko (DEN) (Greta Andersenová, Elvi Svendsenová, Karen Harupová, Fritze Nathansenová)                                                                                    | 4:32,3  | Nizozemsko (NED) (Margot Marsmanová, Marie-Louise Vaessenová, Irma Schuhmacherová, Johanna Termeulenová)                                                                   | 4:36,0  | Spojené království (GBR) (Margaret Wellingtonová, Lillian Preeceová, Margaret Girvanová, Catherine Gibsonová)                                     | 4:37,1  |
| ME 1950 | Nizozemsko (NED) (Anna Massaarová, Johanna Termeulenová, Marie-Louise Vaessenová, Irma Schuhmacherová)                                                                     | 4:33,9  | Dánsko (DEN) (Gerda Olsenová, Ulla Foldby Madsenová, Mette Ove Petersenová, Greta Andersenová)                                                                             | 4:43,1  | Švédsko (SWE) (Marianne Lundquistová, Gisela Thidholmová, Ingegärd Fredinová, Elisabeth Ahlgrenová)                                               | 4:44,7  |
| ME 1954 | Maďarská lidová republika (HUN) (Valéria Gyengeová, Ágota Sebőová, Judit Temesová, Katalin Szőkeová, (r)Magda Gyergyáková, (r)Mária Littomeritzká)                         | 4:30,6  | Nizozemsko (NED) (Loes Zandvlietová, Johanna de Korteová, Hetty Balkenendeová, Geertje Wielemaová, (r)Greetje Kraanová)                                                    | 4:33,2  | Západní Německo (FRG) (Kati Jansenová, Gisela von Netzová, Birgit Klompová, Elisabeth Rechlinová, (r)Ingrid Künzelová)                            | 4:37,2  |
| ME 1958 | Nizozemsko (NED) (Cornelia Schimmelová, Catharina Lagerbergová, Margaretha Kraanová, Cornelia Gastelaarsová, (r)Margretta Koková, (r)Josephina Troostová)                  | 4:22,9  | Spojené království (GBR) (Judith Grinhamová, Elspeth Fergusonová, Judith Samuelová, Diana Wilkinsonová)                                                                    | 4:24,2  | Švédsko (SWE) (Birgitta Erikssonová, Karin Larssonová, Barbro Anderssonová, Kate Jobsonová, (r)Birgitta Wängbergová)                              | 4:28,5  |
| ME 1962 | Nizozemsko (NED) (Cornelia Gastelaarsová, Aartje Lasterieová, Erica Terpstraová, Hendrika Tigelaarová, (r)Josephina Troostová)                                             | 4:15,1  | Spojené království (GBR) (Linda Amosová, Adrienne Brennerová, Jennifer Thompsonová, Diana Wilkinsonová)                                                                    | 4:16,3  | Maďarská lidová republika (HUN) (Mária Franková, Zsuzsa Kovácsová, Csilla Madarászová, Katalin Takácsová, (r)Éva Erdélyiová)                      | 4:17,5  |
| ME 1966 | Sovětský svaz (URS) (Natalija Sypčenková, Antonina Rudenková, Natalija Ustinovová, Tamara Sosnovová, (r)Taťjana Zabrodinová, (r)Svetlana Babaninová)                       | 4:11,3  | Švédsko (SWE) (Ingrid Gustavssonová, Ulla Jäfvertová, Ann-Charlotte Liljaová, Ann-Christine Hagbergová)                                                                    | 4:12,2  | Nizozemsko (NED) (Catharina Beumerová, Mirjam van Hemertová, Albertha Weetelingová, Lydia Schaapová)                                              | 4:12,8  |
| ME 1970 | Východní Německo (GDR) (Gabriele Wetzková, Iris Komarová, Elke Sehmischová, Sabina Schulzeová, (r)Martina Grunertová)                                                      | 4:00,8  | Maďarská lidová republika (HUN) (Andrea Gyarmatiová, Judit Turóczyová, Edit Kovácsová, Magdolna Patóhová, (r)Mária Törzsová)                                               | 4:02,7  | Švédsko (SWE) (Elisabeth Berglundová, Eva Anderssonová, Anita Zarnowiecká, Gunilla Jonssonová, (r)Vera Kocková)                                   | 4:07,4  |
| ME 1974 | Východní Německo (GDR) (Kornelia Enderová, Angela Frankeová, Andrea Eifeová, Andrea Hübnerová, (r)Hannelore Ankeová, (r)Ulrike Richterová)                                 | 3:52,48 | Nizozemsko (NED) (Anthonia Rijndersová, Ada Porsová, Veronica Stelová, Enith Brigithaová)                                                                                  | 3:57,08 | Francie (FRA) (Claude Mandonnaudová, Sylvie Le Noachová, Chantal Schertzová, Guylaine Bergerová, (r)Claudine Vibetová)                            | 3:57,61 |
| ME 1977 | Východní Německo (GDR) (Birgit Treiberová, Birgit Wächtlerová, Petra Priemerová, Barbara Krauseová, (r)Heike Wittová)                                                      | 3:49,52 | Nizozemsko (NED) (Ineke Ranová, Anja van de Bogaerdeová, Annelies Maasová, Enith Brigithaová, (r)Berber Kamstraová)                                                        | 3:52,95 | Spojené království (GBR) (Victoria Bullocková, Maria Houstonová, Sharron Daviesová, Cheryl Brazendaleová)                                         | 3:55,77 |
| ME 1981 | Východní Německo (GDR) (Birgit Meinekeová, Caren Metschucková, Ines Diersová, Susanne Linková)                                                                             | 3:44,37 | Západní Německo (FRG) (Marion Aizporsová, Karin Seicková, Ute Neubertová, Susanne Schusterová, (r)Christiane Pielkeová)                                                    | 3:47,42 | Nizozemsko (NED) (Annemarie Verstappenová, Monique Drostová, Wilhelmina van Velsenová, Cornelia van Bentumová)                                    | 3:49,65 |
| ME 1983 | Východní Německo (GDR) (Kristin Ottová, Susanne Linková, Cornelia Sirchová, Birgit Meinekeová)                                                                             | 3:44,72 | Nizozemsko (NED) (Annemarie Verstappenová, Wilhelmina van Velsenová, Elles Voskesová, Cornelia van Bentumová)                                                              | 3:48,24 | Západní Německo (FRG) (Karin Seicková, Susanne Schusterová, Iris Zscherpeová, Ina Beyermannová)                                                   | 3:49,86 |
| ME 1985 | Východní Německo (GDR) (Kerstin Kielgaßová, Karen Königová, Heike Friedrichová, Manuela Stellmachová, (r)Cornelia Sirchová, (r)Nadja Bergknechtová)                        | 3:44,48 | Západní Německo (FRG) (Iris Zscherpeová, Susanne Schusterová, Christiane Pielkeová, Karin Seicková)                                                                        | 3:47,38 | Nizozemsko (NED) (Cornelia van Bentumová, Illse Oegemaová, Karin Brienesseová, Annemarie Verstappenová)                                           | 3:48,59 |
| ME 1987 | Východní Německo (GDR) (Kristin Ottová, Manuela Stellmachová, Katrin Meißnerová, Heike Friedrichová, (r)Regina Dittmannová, (r)Daniela Hungerová)                          | 3:42,58 | Nizozemsko (NED) (Marianne Muisová, Diane van der Plaatsová, Mildred Muisová, Karin Brienesseová, (r)Ingrid Baarsová)                                                      | 3:45,93 | Západní Německo (FRG) (Stephanie Bofingerová, Svenja Schlichtová, Christiane Pielkeová, Karin Seicková)                                           | 3:46,49 |
| ME 1989 | Východní Německo (GDR) (Katrin Meißnerová, Manuela Stellmachová, Daniela Hungerová, Heike Friedrichová)                                                                    | 3:42,46 | Nizozemsko (NED) (Diane van der Plaatsová, Marieke Mastenbroeková, Mildred Muisová, Marianne Muisová)                                                                      | 3:43,66 | Západní Německo (FRG) (Katja Zilioxová, Susanne Boßerhoffová, Marion Aizporsová, Birgit Lohbergová, (r)Marion Zollerová)                          | 3:46,15 |
| ME 1991 | Nizozemsko (NED) (Diane van der Plaatsová, Inge de Bruijnová, Marieke Mastenbroeková, Karin Brienesseová)                                                                  | 3:45,36 | Německo (GER) (Daniela Hungerová, Katrin Meißnerová, Dagmar Haseová, Simone Osygusová, (r)Manuela Stellmachová)                                                            | 3:45,54 | Dánsko (DEN) (Mette Nielsenová, Gitta Jensenová, Berit Puggaardová, Mette Jacobsenová, (r)Annette Poulsenová)                                     | 3:46,36 |
| ME 1993 | Německo (GER) (Franziska van Almsicková, Manuela Stellmachová, Kerstin Kielgaßová, Daniela Hungerová, (r)Jutta Rennerová)                                                  | 3:41,69 | Švédsko (SWE) (Ellenor Svenssonová, Linda Olofssonová, Louise Jöhnckeová, Malin Nilssonová, (r)Louise Karlssonová, (r)Suzanne Löövová)                                     | 3:45,33 | Rusko (RUS) (Svetlana Lešukovová, Natalja Meščerjakovová, Olga Kyryčenková, Nina Živaněvská, (r)Jelena Šubinová)                                  | 3:45,37 |
| ME 1995 | Německo (GER) (Franziska van Almsicková, Simone Osygusová, Kerstin Kielgaßová, Daniela Hungerová, (r)Meike Freitagová)                                                     | 3:43,22 | Švédsko (SWE) (Louise Jöhnckeová, Louise Karlssonová, Linda Olofssonová, Ellenor Svenssonová, (r)Johanna Sjöbergová)                                                       | 3:45,21 | Spojené království (GBR) (Susan Rolphová, Claire Huddartová, Alexandra Bennettová, Karen Pickeringová)                                            | 3:46,89 |
| ME 1997 | Německo (GER) (Katrin Meißnerová, Simone Osygusová, Antje Buschschulteová, Sandra Völkerová, (r)Kerstin Kielgaßová, (r)Silvia Szalaiová)                                   | 3:41,49 | Švédsko (SWE) (Louise Jöhnckeová, Josefin Lillhageová, Therese Alshammarová, Malin Svahnströmová)                                                                          | 3:43,69 | Rusko (RUS) (Svetlana Lešukovová, Natalja Meščerjakovová, Inna Jaická, Naděžda Čemezovová, (r)Jelena Nazemnovová)                                 | 3:44,72 |
| ME 1999 | Německo (GER) (Katrin Meißnerová, Antje Buschschulteová, Franziska van Almsicková, Sandra Völkerová, (r)Silvia Szalaiová, (r)Simone Osygusová)                             | 3:40,87 | Švédsko (SWE) (Louise Jöhnckeová, Josefin Lillhageová, Malin Svahnströmová, Therese Alshammarová, (r)Sandra Steffensenová, (r)Johanna Sjöbergová)                          | 3:43,07 | Spojené království (GBR) (Alison Sheppardová, Claire Huddartová, Karen Pickeringová, Susan Rolphová)                                              | 3:43,55 |
| ME 2000 | Švédsko (SWE) (Louise Jöhnckeová, Johanna Sjöbergová, Anna-Karin Kammerlingová, Therese Alshammarová, (r)Sandra Steffensenová, (r)Josefin Lillhageová, (r)Ida Mattssonová) | 3:42,38 | Itálie (ITA) (Luisa Strianiová, Sara Pariseová, Cecilia Vianiniová, Cristina Chiusová, (r)Giorgia Mancinová)                                                               | 3:45,31 | Belgie (BEL) (Nina Van Koeckhovenová, Liesbet Dreesenová, Sofie Goffinová, Tine Bossuytová)                                                       | 3:46,42 |
| ME 2002 | Německo (GER) (Katrin Meißnerová, Petra Dallmannová, Sandra Völkerová, Franziska van Almsicková, (r)Alessa Riesová, (r)Meike Freitagová, (r)Britta Steffenová)             | 3:36,00 | Švédsko (SWE) (Josefin Lillhageová, Johanna Sjöbergová, Anna-Karin Kammerlingová, Therese Alshammarová, (r)Lisa Wänbergová, (r)Malin Svahnströmová, (r)Cathrin Carlzonová) | 3:40,66 | Nizozemsko (NED) (Manon van Rooijenová, Marleen Veldhuisová, Chantal Grootová, Willemina van Hofwegenová)                                         | 3:41,98 |
| ME 2004 | Francie (FRA) (Solenne Figuèsová, Céline Coudercová, Aurore Mongelová, Malia Metellaová)                                                                                   | 3:40,67 | Nizozemsko (NED) (Chantal Grootová, Inge Dekkerová, Annabel Kostenová, Marleen Veldhuisová)                                                                                | 3:41,39 | Švédsko (SWE) (Johanna Sjöbergová, Gabriella Fagundezová, Cathrin Carlzonová, Josefin Lillhageová, (r)Ida Mattssonová, (r)Lisa Wänbergová)        | 3:43,54 |
| ME 2006 | Německo (GER) (Petra Dallmannová, Daniela Götzová, Britta Steffenová, Annika Liebsová)                                                                                     | 3:35,22 | Nizozemsko (NED) (Inge Dekkerová, Ranomi Kromowidjojová, Chantal Grootová, Marleen Veldhuisová, (r)Hinkelien Schreuderová, (r)Femke Heemskerková)                          | 3:37,04 | Francie (FRA) (Alena Popčanková, Aurore Mongelová, Céline Coudercová, Malia Metellaová, (r)Camille Muffatová)                                     | 3:38,83 |
| ME 2008 | Nizozemsko (NED) (Inge Dekkerová, Ranomi Kromowidjojová, Femke Heemskerková, Marleen Veldhuisová, (r)Hinkelien Schreuderová, (r)Chantal Grootová)                          | 3:33,62 | Itálie (ITA) (Erika Ferraioliová, Federica Pellegriniová, Marialaura Simonettová, Cristina Chiusová, (r)Silvia Floriová)                                                   | 3:41,06 | Švédsko (SWE) (Claire Hedenskogová, Josefin Lillhageová, Ida Marková-Vargaová, Magdalena Kurasová, (r)Nathalie Lindborgová, (r)Sarah Sjöströmová) | 3:41,28 |
| ME 2010 | (GER) (Daniela Samulskiová, Silke Lippoková, Lisa Vittingová, Daniela Schreiberová, (r)Dorothea Brandtová)                                                                 | 3:37,72 | (GBR) (Amy Smithová, Francesca Halsallová, Jessica Sylvesterová, Joanne Jacksonová)                                                                                        | 3:38,57 | (SWE) (Josefin Lillhageová, Therese Alshammarová, Sarah Sjöströmová, Gabriella Fagundezová, (r)Nathalie Lindborgová, (r)Petra Granlundová)        | 3:38,81 |
| ME 2012 | Německo (GER) (Britta Steffenová, Silke Lippoková, Lisa Vittingová, Daniela Schreiberová)                                                                                  | 3:37,98 | Švédsko (SWE) (Ida Marková-Vargavá, Michelle Colemanová, Sarah Sjöströmová, Gabriella Fagundezová, (r)Nathalie Lindborgová, (r)Louise Hanssonová)                          | 3:38,40 | Itálie (ITA) (Alice Mizzauová, Federica Pellegriniová, Erica Burattová, Erika Ferraioliová, (r)Alice Nestiová)                                    | 3:39,84 |
| ME 2014 | Švédsko (SWE) (Michelle Colemanová, Magdalena Kurasová, Louise Hanssonová, Sarah Sjöströmová)                                                                              | 3:35,82 | Nizozemsko (NED) (Inge Dekkerová, Maud van der Meerová, Esmee Vermeulenová, Femke Heemskerková)                                                                            | 3:36,26 | Itálie (ITA) (Alice Mizzauová, Erika Ferraioliová, Giada Galiziová, Federica Pellegriniová)                                                       | 3:37,63 |
| ME 2016 | Nizozemsko (NED) (Maud van der Meerová, Femke Heemskerková, Marrit Steenbergenová, Ranomi Kromowidjojová, (r)Esmee Vermeulenová)                                           | 3:33,80 | Itálie (ITA) (Silvia Di Pietrová, Erika Ferraioliová, Aglaia Pezzatová, Federica Pellegriniová, (r)Laura Letrariová)                                                       | 3:37,68 | Švédsko (SWE) (Sarah Sjöströmová, Ida Marková-Vargaová, Ida Lindborgová, Louise Hanssonová, (r)Nathalie Lindborgová)                              | 3:37,84 |
| ME 2018 | Francie (FRA) (Marie Wattelová, Charlotte Bonnetová, Margaux Fabreová, Béryl Gastaldellová, (r)Anouchka Martinová, (r)Assia Touatiová)                                     | 3:34,65 | Nizozemsko (NED) (Kim Buschová, Femke Heemskerková, Kira Toussaintová, Ranomi Kromowidjojová, (r)Marjolein Delnová)                                                        | 3:34,77 | Dánsko (DEN) (Pernille Blumeová, Signe Broová, Julie Jensenová, Mie Nielsenová, (r)Emily Gantriisová)                                             | 3:37,03 |
| ME 2020 | Spojené království (GBR) (Lucy Hopeová, Anna Hopkinová, Abbie Woodová, Freya Andersonová, (r)Evelyn Davisová, (r)Emma Russellová)                                          | 3:34,17 | Nizozemsko (NED) (Ranomi Kromowidjojová, Kira Toussaintová, Marrit Steenbergenová, Femke Heemskerková, (r)Kim Buschová, (r)Robin Neumannová)                               | 3:34,29 | Francie (FRA) (Marie Wattelová, Charlotte Bonnetová, Anouchka Martinová, Assia Touatiová, (r)Lison Nowaczyková)                                   | 3:35,92 |
| ME 2022 | Spojené království (GBR) (Lucy Hopeová, Anna Hopkinová, Medi Harrisová, Freya Andersonová)                                                                                 | 3:36,47 | Švédsko (SWE) (Sarah Sjöströmová, Louise Hanssonová, Sara Juneviková, Sofia Åstedtová)                                                                                     | 3:37,29 | Nizozemsko (NED) (Kim Buschová, Tessa Gieleová, Valerie van Roonová, Marrit Steenbergenová)                                                       | 3:37,59 |
| ME 2024 | Maďarsko (HUN) (Petra Senánszká, Minna Ábrahámová, Panna Ugraiová, Nikolett Pádárová, (r)Dóra Molnárová, (r)Zsuzsanna Jakabosová)                                          | 3:36,77 | Dánsko (DEN) (Elisabeth Ebbesenová, Signe Broová, Julie Jensenová, Schastine Taborová, (r)Karoline Sørensenová)                                                            | 3:38,48 | Polsko (POL) (Kornelia Fiedkiewiczová, Zuzanna Famuloková, Wiktoria Guśćová, Aleksandra Polanská, (r)Julia Maiková)                               | 3:41,01 |

## 4×200 m volný způsob
| Rok     | Zlato | Zlato   | Stříbro | Stříbro | Bronz | Bronz   |
| ------- | --- | ------- | --- | ------- | --- | ------- |
| ME 1983 | Východní Německo (GDR) (Kristin Ottová, Astrid Straußová, Cornelia Sirchová, Birgit Meinekeová)                                                                         | 8:02,27 | Západní Německo (FRG) (Jutta Kalweitová, Birgit Kowalcziková, Petra Zindlerová, Ina Beyermannová)                                             | 8:11,69 | Nizozemsko (NED) (Annemarie Verstappenová, Jolande van der Meerová, Regina de Jongová, Cornelia van Bentumová)                                | 8:12,41 |
| ME 1985 | Východní Německo (GDR) (Astrid Straußová, Karen Königová, Manuela Stellmachová, Heike Friedrichová, (r)Anke Möhringová, (r)Kerstin Kielgaßová)                          | 8:03,82 | Nizozemsko (NED) (Jolande van der Meerová, Illse Oegemaová, Mildred Muisová, Cornelia van Bentumová)                                          | 8:15,14 | Švédsko (SWE) (Suzanne Nilssonová, Maria Kardumová, Agneta Erikssonová, Eva Nybergová, (r)Christina Erlénová, (r)Susanne Dahlströmová)        | 8:15,15 |
| ME 1987 | Východní Německo (GDR) (Manuela Stellmachová, Astrid Straußová, Anke Möhringová, Heike Friedrichová, (r)Daniela Hungerová, (r)Katrin Meißnerová, (r)Regina Dittmannová) | 7:55,47 | Rumunská socialistická republika (ROU) (Luminița Dobrescuová, Stela Puraová, Anca Pătrășcoiuová, Noëmi Lungová, (r)Livia Copariuová)          | 8:09,15 | Západní Německo (FRG) (Svenja Schlichtová, Heike Höllerová, Julia Lebeková, Birgit Lohbergová, (r)Stephanie Bofingerová)                      | 8:09,89 |
| ME 1989 | Východní Německo (GDR) (Anke Möhringová, Manuela Stellmachová, Astrid Straußová, Heike Friedrichová)                                                                    | 7:58,54 | Nizozemsko (NED) (Diane van der Plaatsová, Kirsten Silvesterová, Mildred Muisová, Marianne Muisová)                                           | 8:08,00 | Itálie (ITA) (Tanya Vanniniová, Orietta Patronová, Silvia Persiová, Manuela Melchiorriová)                                                    | 8:10,49 |
| ME 1991 | Dánsko (DEN) (Annette Poulsenová, Gitta Jensenová, Berit Puggaardová, Mette Jacobsenová, (r)Eva Mortensenová)                                                           | 8:05,90 | Německo (GER) (Dagmar Haseová, Manuela Stellmachová, Simone Osygusová, Heike Friedrichová)                                                    | 8:10,26 | Nizozemsko (NED) (Ellen Elzermanová, Baukje Wiersmaová, Diane van der Plaatsová, Karin Brienesseová, (r)Kirsten Silvesterová)                 | 8:13,97 |
| ME 1993 | Německo (GER) (Kerstin Kielgaßová, Simone Osygusová, Franziska van Almsicková, Dagmar Haseová, (r)Manuela Stellmachová, (r)Jutta Rennerová)                             | 8:03,12 | Švédsko (SWE) (Louise Jöhnckeová, Magdalena Schultzová, Therese Lundinová, Malin Nilssonová, (r)Annika Rasmussonová)                          | 8:08,82 | Spojené království (GBR) (Sarah Hardcastleová, Deborah Armitageová, Claire Huddartová, Karen Pickeringová, (r)Joanne Deakinsová)              | 8:11,11 |
| ME 1995 | Německo (GER) (Dagmar Haseová, Julia Jungová, Kerstin Kielgaßová, Franziska van Almsicková, (r)Jutta Rennerová)                                                         | 8:06,11 | Nizozemsko (NED) (Carla Geurtsová, Kirsten Silvesterová, Minouche Smitová, Patricia Stokkersová)                                              | 8:10,17 | Spojené království (GBR) (Victoria Hornerová, Claire Huddartová, Katja Goddardová, Alexandra Bennettová)                                      | 8:14,31 |
| ME 1997 | Německo (GER) (Dagmar Haseová, Janina-Kristin Götzová, Antje Buschschulteová, Kerstin Kielgaßová, (r)Silvia Szalaiová, (r)Katrin Jäkeová)                               | 8:03,59 | Švédsko (SWE) (Louise Jöhnckeová, Josefin Lillhageová, Johanna Sjöbergová, Malin Svahnströmová, (r)Åsa Sandlundová)                           | 8:04,53 | Dánsko (DEN) (Britt Raabyová, Berit Puggaardová, Mette Jacobsenová, Ditte Jensenová, (r)Mia Muusfeldtová)                                     | 8:07,26 |
| ME 1999 | Německo (GER) (Franziska van Almsicková, Silvia Szalaiová, Hannah Stockbauerová, Kerstin Kielgaßová, (r)Desirée Beckersová)                                             | 8:01,66 | Švédsko (SWE) (Josefin Lillhageová, Malin Svahnströmová, Johanna Sjöbergová, Louise Jöhnckeová, (r)Lotta Wänbergová, (r)Sandra Steffensenová) | 8:07,37 | Rumunsko (ROU) (Camelia Potecová, Lorena Diaconescuová, Simona Păduraruová, Beatrice Cășlaruová)                                              | 8:07,75 |
| ME 2000 | Rumunsko (ROU) (Camelia Potecová, Simona Păduraruová, Lorena Diaconescuová, Beatrice Cășlaruová, (r)Carmen Hereaová)                                                    | 8:03,17 | Itálie (ITA) (Luisa Strianiová, Cecilia Vianiniová, Sara Pariseová, Sara Goffiová, (r)Elena Carcarinová)                                      | 8:08,14 | Francie (FRA) (Solenne Figuèsová, Laëtitia Chouxová, Katarin Quelennecová, Alicia Bozonová)                                                   | 8:08,30 |
| ME 2002 | Německo (GER) (Petra Dallmannová, Alessa Riesová, Hannah Stockbauerová, Franziska van Almsicková)                                                                       | 7:59,07 | Španělsko (ESP) (Laura Rocaová, Melissa Caballerová, Erika Villaécijaová, Tatiana Roubaová)                                                   | 8:05,83 | Švédsko (SWE) (Josefin Lillhageová, Johanna Sjöbergová, Lisa Wänbergová, Ida Mattssonová)                                                     | 8:08,46 |
| ME 2004 | Španělsko (ESP) (Tatiana Roubaová, Melissa Caballerová, Laura Rocaová, Erika Villaécijaová, (r)Paula Cervantesová, (r)Arantxa Ramosová)                                 | 8:03,41 | Francie (FRA) (Céline Coudercová, Katarin Quelennecová, Elsa N'Guessanová, Solenne Figuèsová)                                                 | 8:06,04 | Rumunsko (ROU) (Camelia Potecová, Larisa Lăcusțăová, Beatrice Cășlaruová, Simona Păduraruová)                                                 | 8:06,26 |
| ME 2006 | Německo (GER) (Petra Dallmannová, Daniela Samulskiová, Britta Steffenová, Annika Liebsová, (r)Daniela Götzová, (r)Nicole Hetzerová)                                     | 7:50,82 | Polsko (POL) (Otylia Jędrzejczaková, Joanna Budzisová, Agata Zwiejskaová, Paulina Barzyckaová)                                                | 7:56,32 | Francie (FRA) (Alena Popčanková, Sophie Huberová, Aurore Mongelová, Laure Manaudouová, (r)Angela Tavernierová, (r)Céline Coudercová)          | 7:56,44 |
| ME 2008 | Francie (FRA) (Laure Manaudouová, Coralie Balmyová, Mylène Lazareová, Alena Popčanková, (r)Sophie Huberová)                                                             | 7:52,09 | Spojené království (GBR) (Joanne Jacksonová, Melanie Marshallová, Ellen Gandyová, Caitlin McClatcheyová)                                      | 7:52,36 | Itálie (ITA) (Alice Carpaneseová, Federica Pellegriniová, Alessia Filippiová, Renata Spagnolová, (r)Flavia Zoccariová, (r)Francesca Segatová) | 7:55,69 |
| ME 2010 | (HUN) (Ágnes Mutinaová, Eszter Daraová, Katinka Hosszúová, Evelyn Verrasztóová)                                                                                         | 7:52,49 | (FRA) (Coralie Balmyová, Ophélie Etienneová, Margaux Farrellová, Camille Muffatová)                                                           | 7:52,69 | (GBR) (Rebecca Adlingtonová, Jazmin Carlinová, Hannah Mileyová, Joanne Jacksonová)                                                            | 7:55,29 |
| ME 2012 | Itálie (ITA) (Alice Mizzauová, Alice Nestiová, Diletta Carliová, Federica Pellegriniová, (r)Martina De Memmeová, (r)Erica Burattová)                                    | 7:52,90 | Maďarsko (HUN) (Zsuzsanna Jakabosová, Evelyn Verrasztóová, Ágnes Mutinaová, Katinka Hosszúová)                                                | 7:54,70 | Slovinsko (SLO) (Sara Isakovićová, Anja Klinarová, Urša Bežanová, Mojca Sagmeisterová)                                                        | 7:59,73 |
| ME 2014 | Itálie (ITA) (Alice Mizzauová, Stefania Pirozziová, Chiara Masiniová Luccettiová, Federica Pellegriniová)                                                               | 7:50,53 | Švédsko (SWE) (Michelle Colemanová, Louise Hanssonová, Sarah Sjöströmová, Stina Gardellová)                                                   | 7:51,03 | Maďarsko (HUN) (Zsuzsanna Jakabosová, Evelyn Verrasztóová, Boglárka Kapásová, Katinka Hosszúová)                                              | 7:54,23 |
| ME 2016 | Maďarsko (HUN) (Zsuzsanna Jakabosová, Evelyn Verrasztóová, Boglárka Kapásová, Katinka Hosszúová, (r)Ajna Késelyová)                                                     | 7:51,63 | Španělsko (ESP) (Melani Costaová, Patricia Castrová, Fátima Gallardová, Mireia Belmonteová, (r)África Zamoranová)                             | 7:53,38 | Nizozemsko (NED) (Andrea Kneppersová, Esmee Vermeulenová, Robin Neumannová, Femke Heemskerková, (r)Marrit Steenbergenová)                     | 7:53,63 |
| ME 2018 | Německo (GER) (Ellie Faulknerová, Kathryn Greensladeová, Holly Hibbottová, Freya Andersonová, (r)Lucy Hopeová)                                                          | 7:51,65 | Rusko (RUS) (Valerija Salamatinová, Anna Jegorovová, Arina Opjonyševová, Anastasija Guženkovová, (r)Irina Krivonogovová)                      | 7:52,87 | Německo (GER) (Reva Foosová, Isabel Goseová, Sarah Köhlerová, Annika Bruhnová, (r)Marie Pietruschkaová)                                       | 7:53,76 |
| ME 2020 | Spojené království (GBR) (Lucy Hopeová, Tamryn van Selmová, Holly Hibbottová, Freya Andersonová, (r)Emma Russellová)                                                    | 7:53,15 | Maďarsko (HUN) (Zsuzsanna Jakabosová, Fanni Fábiánová, Laura Veresová, Boglárka Kapásová, (r)Evelyn Verrasztóová)                             | 7:56,26 | Itálie (ITA) (Stefania Pirozziová, Sara Gailliová, Simona Quadarellaová, Federica Pellegriniová, (r)Lisa Angioliniová)                        | 7:56,72 |
| ME 2022 | Nizozemsko (NED) (Imani De Jongová, Silke Holkenborgová, Janna van Kootenová, Marrit Steenbergenová, (r)Lotte Hosperová)                                                | 7:54,07 | Spojené království (GBR) (Freya Colbertová, Lucy Hopeová, Medi Harrisová, Freya Andersonová, (r)Tamryn van Selmová, (r)Holly Hibbottová)      | 7:54,73 | Maďarsko (HUN) (Nikolett Pádárová, Katinka Hosszúová, Ajna Késelyová, Lilla Ábrahámová, (r)Zsuzsanna Jakabosová, (r)Dóra Molnárová)           | 7:55,73 |
| ME 2024 | Izrael (ISR) (Anastasija Gorbenková, Darja Golovatá, Ajla Spicová, Lea Polonská, (r)Andrea Murezová)                                                                    | 7:51,83 | Maďarsko (HUN) (Minna Ábrahámová, Ajna Késelyová, Dóra Molnárová, Nikolett Pádárová, (r)Zsuzsanna Jakabosová, (r)Panna Ugraiová)              | 7:52,92 | Turecko (TUR) (Gizem Güvençová, Elanaz Özdemirová, Ecem Dönmezová, Zehraduru Bilginová)                                                       | 8:01,58 |

## 4×100 m polohový závod
| Rok     | Zlato | Zlato   | Stříbro | Stříbro | Bronz | Bronz   |
| ------- | --- | ------- | --- | ------- | --- | ------- |
| ME 1958 | Nizozemsko (NED) (Helena de Nijsová, Adelaïde den Haanová, Aartje Voorbijová, Cornelia Gastelaarsová)                                                                                                  | 4:52,9  | Sovětský svaz (URS) (Larisa Viktorovová, Eve Uusmeesová, Galina Kamajevová, Ulvi Voogová, (r)Valentina Pozňaková, (r)Anne Tippelová)                                                         | 4:54,2  | Spojené království (GBR) (Judith Grinhamová, Anita Lonsbroughová, Christine Gosdenová, Diana Wilkinsonová)                                                                | 4:54,3  |
| ME 1962 | Východní Německo (GDR) (Ingrid Schmidtová, Barbara Göbelová, Ute Noacková, Heidi Pechsteinová, (r)Bärbel von Fircksová)                                                                                | 4:40,1  | Nizozemsko (NED) (Maria van Velsenová, Klena Bimoltová, Aagje Koková, Hendrika Tigelaarová, (r)Erica Terpstraová)                                                                            | 4:42,9  | Spojené království (GBR) (Linda Ludgroveová, Anita Lonsbroughová, Mary-Anne Cotterillová, Diana Wilkinsonová)                                                             | 4:46,2  |
| ME 1966 | Nizozemsko (NED) (Jacoba Sikkensová, Margretta Koková, Aagje Koková, Catharina Beumerová) | 4:36,4  | Sovětský svaz (URS) (Natalija Michajlovová, Galina Prozumenščikovová, Taťjana Děvjatovová, Antonina Rudenková, (r)Taťjana Saveljevová, (r)Irina Pozdňakovová, (r)Ljudmila Koževnikovová)     | 4:38,2  | Spojené království (GBR) (Linda Ludgroveová, Diana Harrisová, Judith Geganová, Pauline Sillettová)                                                                        | 4:38,4  |
| ME 1970 | Východní Německo (GDR) (Barbara Hofmeisterová, Brigitte Schuchardtová, Helga Lindnerová, Gabriele Wetzková, (r)Sylvia Langerová)                                                                       | 4:30,1  | Sovětský svaz (URS) (Tinatin Lekveišviliová, Galina Stěpanovová, Valentina Tutajevová, Taťjana Zolotnická, (r)Ljubov Komarovová, (r)Valentina Burkauskasová)                                 | 4:31,3  | Západní Německo (FRG) (Angelika Krausová, Uta Frommaterová, Heike Nagelová, Heidi Reinecková, (r)Karin Bormannová)                                                        | 4:33,4  |
| ME 1974 | Východní Německo (GDR) (Ulrike Richterová, Renate Vogelová, Rosemarie Kotherová, Kornelia Enderová, (r)Andrea Eifeová, (r)Karla Linkeová, (r)Anne-Katrin Leuchtová, (r)Angela Frankeová)               | 4:13,78 | Západní Německo (FRG) (Angelika Grieserová, Christel Justenová, Beate Jaschová, Jutta Weberová, (r)Silke Pielenová, (r)Dagmar Rehaková, (r)Gudrun Beckmannová, (r)Barbara Schwarzfeldtová)   | 4:23,50 | Švédsko (SWE) (Gunilla Lundbergová, Jeanette Petterssonová, Gunilla Anderssonová, Diana Olssonová, (r)Britt-Marie Smedhová, (r)Ida Hansonová)                             | 4:23,90 |
| ME 1977 | Východní Německo (GDR) (Ulrike Richterová, Carola Nitschkeová, Andrea Pollacková, Barbara Krauseová, (r)Birgit Treiberová, (r)Ramona Reinkeová, (r)Christiane Knackeová, (r)Petra Priemerová)          | 4:14,35 | Sovětský svaz (URS) (Kaire Indriksonová, Julija Bogdanovová, Olga Klevakinová, Larisa Carjovová, (r)Nadežda Stavková, (r)Violetta Penkauskasová)                                             | 4:18,12 | Západní Německo (FRG) (Heike Johnová, Dagmar Rehaková, Karin Seicková, Jutta Meeuwová, (r)Ute Neubertová, (r)Gudrun Beckmannová, (r)Marion Plattenová)                    | 4:19,05 |
| ME 1981 | Východní Německo (GDR) (Ina Kleberová, Ute Gewenigerová, Ines Geißlerová, Caren Metschucková, (r)Silke Hörnerová)                                                                                      | 4:09,72 | Sovětský svaz (URS) (Larisa Gorčakovová, Larisa Belokonová, Natalija Pokasová, Natalija Strunnikovová, (r)Aiškutė Buzelisová, (r)Irina Gerasimovová)                                         | 4:13,23 | Západní Německo (FRG) (Ute Neubertová, Andrea Schönbornová, Karin Seicková, Marion Aizporsová, (r)Susanne Schusterová)                                                    | 4:13,42 |
| ME 1983 | Východní Německo (GDR) (Ina Kleberová, Ute Gewenigerová, Ines Geißlerová, Birgit Meinekeová, (r)Sylvia Geraschová)                                                                                     | 4:05,79 | Nizozemsko (NED) (Jolanda de Roverová, Petra van Staverenová, Annemarie Verstappenová, Cornelia van Bentumová, (r)Dirkje Reijersová)                                                         | 4:12,78 | Západní Německo (FRG) (Svenja Schlichtová, Ute Hasseová, Ina Beyermannová, Karin Seicková)                                                                                | 4:13,25 |
| ME 1985 | Východní Německo (GDR) (Birte Weigangová, Sylvia Geraschová, Kornelia Greßlerová, Heike Friedrichová)                                                                                                  | 4:06,93 | Sovětský svaz (URS) (Natalja Šibajevová, Svetlana Kuzminová, Taťjana Kurnikovová, Jelena Děnděberovová, (r)Olena Osadčuková, (r)Inna Tyščenková)                                             | 4:11,32 | Bulharská lidová republika (BUL) (Bistra Gospodinovová, Tanja Bogomilovová, Radosveta Pironkovová, Vanja Argirovová)                                                      | 4:11,92 |
| ME 1987 | Východní Německo (GDR) (Kristin Ottová, Silke Hörnerová, Birte Weigangová, Manuela Stellmachová) | 4:04,05 | Itálie (ITA) (Lorenza Vigaraniová, Manuela Dallaová-Valleová, Ilaria Tocchiniová, Silvia Persiová, (r)Manuela Carosiová)                                                                     | 4:10,04 | Západní Německo (FRG) (Svenja Schlichtová, Britta Dahmová, Susanne Schusterová, Christiane Pielkeová, (r)Marion Zollerová)                                                | 4:10,92 |
| ME 1989 | Východní Německo (GDR) (Kristin Ottová, Susanne Börnikeová, Jacqueline Jacobová, Katrin Meißnerová, (r)Anja Eichhorstová, (r)Kathleen Nordová)                                                         | 4:07,40 | Itálie (ITA) (Lorenza Vigaraniová, Manuela Dallaová-Valleová, Manuela Carosiová, Silvia Persiová)                                                                                            | 4:10,78 | Nizozemsko (NED) (Ellen Elzermanová, Kira Bultenová, Judith Anemaová, Marianne Muisová, (r)Diane van der Plaatsová)                                                       | 4:11,53 |
| ME 1991 | Sovětský svaz (URS) (Natalija Krupská, Alena Rudkovská, Olena Kononenková, Jevgenija Jermakovová, (r)Natalja Šibajevová, (r)Svitlana Bondarenková)                                                     | 4:08,55 | Německo (GER) (Dagmar Haseová, Sylvia Geraschová, Katrin Meißnerová, Simone Osygusová, (r)Sandra Völkerová, (r)Jana Dörriesová, (r)Katrin Jäkeová)                                           | 4:10,10 | Nizozemsko (NED) (Ellen Elzermanová, Kira Bultenová, Inge de Bruijnová, Karin Brienesseová, (r)Diane van der Plaatsová)                                                   | 4:14,03 |
| ME 1993 | Německo (GER) (Sandra Völkerová, Sylvia Geraschová, Bettina Ustrowská, Franziska van Almsicková, (r)Kerstin Kielgaßová)                                                                                | 4:06,91 | Rusko (RUS) (Nina Živaněvská, Anna Nikitinová, Olga Kyryčenková, Natalja Meščerjakovová, (r)Jelena Makarovová, (r)Svetlana Lešukovová)                                                       | 4:10,09 | Spojené království (GBR) (Katherine Osherová, Jaime Kingová, Nicola Goodwinová, Karen Pickeringová)                                                                       | 4:12,18 |
| ME 1995 | Německo (GER) (Cathleen Rundová, Jana Dörriesová, Julia Voitovitschová, Franziska van Almsicková, (r)Antje Buschschulteová, (r)Kerstin Kielgaßová)                                                     | 4:09,97 | Maďarsko (HUN) (Krisztina Egerszegiová, Ágnes Kovácsová, Edit Klockerová, Gyöngyvér Lakosová)                                                                                                | 4:12,00 | Španělsko (ESP) (Ivette Maríaová, María Olayová, María Peláezová, Claudia Francová)                                                                                       | 4:12,52 |
| ME 1997 | Německo (GER) (Antje Buschschulteová, Sylvia Geraschová, Katrin Meißnerová, Sandra Völkerová, (r)Anne Poleská, (r)Katrin Jäkeová, (r)Simone Osygusová)                                                 | 4:07,73 | Rusko (RUS) (Olga Kočetkovová, Olga Landiková, Svetlana Pozdějevová, Natalja Meščerjakovová, (r)Inna Jaická)                                                                                 | 4:09,04 | Spojené království (GBR) (Sarah Priceová, Jaime Kingová, Caroline Footová, Karen Pickeringová)                                                                            | 4:10,31 |
| ME 1999 | Švédsko (SWE) (Therese Alshammarová, Maria Östlingová, Johanna Sjöbergová, Malin Svahnströmová, (r)Emma Igelströmová, (r)Louise Jöhnckeová)                                                            | 4:07,52 | Německo (GER) (Sandra Völkerová, Silvia Pulfrichová, Franziska van Almsicková, Katrin Meißnerová, (r)Antje Buschschulteová, (r)Annika Mehlhornová)                                           | 4:07,79 | Spojené království (GBR) (Katherine Sextonová, Zoë Bakerová, Susan Rolphová, Karen Pickeringová)                                                                          | 4:09,18 |
| ME 2000 | Švédsko (SWE) (Therese Alshammarová, Emma Igelströmová, Johanna Sjöbergová, Louise Jöhnckeová, (r)Camilla Johanssonová, (r)Maria Östlingová)                                                           | 4:06,00 | Belgie (BEL) (Sofie Wolfsová, Brigitte Becueová, Fabienne Dufourová, Nina Van Koeckhovenová)                                                                                                 | 4:09,52 | Rumunsko (ROU) (Raluca Udroiuová, Beatrice Cășlaruová, Diana Mocanuová, Camelia Potecová, (r)Lorena Diaconescuová)                                                        | 4:10,05 |
| ME 2002 | Německo (GER) (Antje Buschschulteová, Simone Weilerová, Franziska van Almsicková, Sandra Völkerová, (r)Daniela Samulskiová, (r)Petra Dallmannová)                                                      | 4:01,54 | Švédsko (SWE) (Therese Alshammarová, Emma Igelströmová, Anna-Karin Kammerlingová, Johanna Sjöbergová, (r)Jennie Lindhová, (r)Josefin Lillhageová)                                            | 4:06,15 | Ukrajina (UKR) (Iryna Amšennikovová, Svitlana Bondarenková, Jana Kločkovová, Olha Mukomolová, (r)Marija Ohurcovová)                                                       | 4:06,22 |
| ME 2004 | Francie (FRA) (Laure Manaudouová, Laurie Thomassinová, Aurore Mongelová, Malia Metellaová, (r)Alexandra Putraová, (r)Solenne Figuèsová)                                                                | 4:05,96 | Ukrajina (UKR) (Iryna Amšennikovová, Svitlana Bondarenková, Jana Kločkovová, Olha Mukomolová, (r)Kateryna Zubkovová)                                                                         | 4:06,35 | Nizozemsko (NED) (Stefanie Luikenová, Madelon Baansová, Chantal Grootová, Marleen Veldhuisová, (r)Inge Dekkerová)                                                         | 4:07,41 |
| ME 2006 | Spojené království (GBR) (Melanie Marshallová, Kirsty Balfourová, Terri Dunningová, Francesca Halsallová, (r)Elizabeth Simmondsová, (r)Rosalind Brettová, (r)Katherine Wyldová)                        | 4:02,24 | Německo (GER) (Antje Buschschulteová, Sarah Poeweová, Annika Mehlhornová, Britta Steffenová, (r)Daniela Götzová)                                                                             | 4:02,35 | Francie (FRA) (Laure Manaudouová, Anne-Sophie Le Paranthoënová, Alena Popčanková, Céline Coudercová, (r)Esther Baronová)                                                  | 4:03,64 |
| ME 2008 | Spojené království (GBR) (Elizabeth Simmondsová, Kate Haywoodová, Jemma Loweová, Francesca Halsallová)                                                                                                 | 3:59,33 | Rusko (RUS) (Anastasija Zujevová, Julija Jefimovová, Natalja Sutjaginová, Darja Beljakinová, (r)Stanislava Komarovová, (r)Aljona Alexejevová, (r)Irina Bespalovová, (r)Anastasija Axenovová) | 4:00,47 | Nizozemsko (NED) (Hinkelien Schreuderová, Jolijn van Valkengoedová, Inge Dekkerová, Marleen Veldhuisová, (r)Chantal Grootová, (r)Femke Heemskerková)                      | 4:04,41 |
| ME 2010 | (GBR) (Gemma Spofforthová, Kate Haywoodová, Francesca Halsallová, Amy Smithová, (r)Elizabeth Simmondsová, (r)Stacey Taddová, (r)Jemma Loweová)                                                         | 3:59,72 | (SWE) (Henriette Stenkvistová, Joline Höstmanová, Therese Alshammarová, Sarah Sjöströmová, (r)Josefin Lillhageová)                                                                           | 4:01,18 | (GER) (Jenny Mensingová, Caroline Ruhnauová, Daniela Samulskiová, Silke Lippoková, (r)Sarah Poeweová, (r)Sina Sutterová, (r)Daniela Schreiberová)                         | 4:03,22 |
| ME 2012 | Německo (GER) (Jenny Mensingová, Sarah Poeweová, Alexandra Wenková, Britta Steffenová, (r)Lisa Grafová, (r)Caroline Ruhnauová, (r)Sina Sutterová, (r)Daniela Schreiberová)                             | 3:58,43 | Itálie (ITA) (Arianna Barbieriová, Chiara Boggiattová, Ilaria Bianchiová, Alice Mizzauová, (r)Carlotta Zofkovaová, (r)Silvia Di Pietrová)                                                    | 4:01,92 | Švédsko (SWE) (Therese Svendsenová, Joline Höstmanová, Martina Granströmová, Nathalie Lindborgová)                                                                        | 4:05,58 |
| ME 2014 | Dánsko (DEN) (Mie Nielsenová, Rikke Møller Pedersenová, Jeanette Ottesenová, Pernille Blumeová) | 3:55,62 | Švédsko (SWE) (Ida Lindborgová, Jennie Johanssonová, Sarah Sjöströmová, Michelle Colemanová, (r)Louise Hanssonová)                                                                           | 3:56,04 | Spojené království (GBR) (Georgia Daviesová, Sophie Taylorová, Jemma Loweová, Francesca Halsallová, (r)Elizabeth Simmondsová, (r)Rebecca Turnerová)                       | 3:57,97 |
| ME 2016 | Spojené království (GBR) (Kathleen Dawsonová, Chloé Tuttonová, Siobhan-Marie O'Connorová, Francesca Halsallová, (r)Georgia Daviesová, (r)Molly Renshawová, (r)Laura Stephensová, (r)Harriet Cooperová) | 3:58,57 | Itálie (ITA) (Carlotta Zofková, Martina Carrarová, Ilaria Bianchiová, Erika Ferraioliová, (r)Arianna Castiglioniová)                                                                         | 4:00,73 | Finsko (FIN) (Mimosa Jallowová, Jenna Laukkanenová, Emilia Pikkarainenová, Hanna-Maria Seppäläová)                                                                        | 4:01,49 |
| ME 2018 | Rusko (RUS) (Anastasija Fesikovová, Julija Jefimovová, Svetlana Čimrovová, Marija Kameněvová, (r)Darja Ustinovová, (r)Vitalina Simonovová, (r)Arina Opjonyševová)                                      | 3:54,22 | Dánsko (DEN) (Mie Nielsenová, Rikke Møller Pedersenová, Emilie Beckmannová, Pernille Blumeová)                                                                                               | 3:56,69 | Spojené království (GBR) (Georgia Daviesová, Siobhan-Marie O'Connorová, Alys Thomasová, Freya Andersonová, (r)Kathleen Dawsonová)                                         | 3:56,91 |
| ME 2020 | Spojené království (GBR) (Kathleen Dawsonová, Molly Renshawová, Laura Stephensová, Anna Hopkinová, (r)Cassie Wildová, (r)Sarah Vaseyová, (r)Harriet Jonesová, (r)Freya Andersonová)                    | 3:54,01 | Rusko (RUS) (Marija Kameněvová, Julija Jefimovová, Svetlana Čimrovová, Arina Surkovová, (r)Anastasija Fesikovová, (r)Jevgenija Čikunovová)                                                   | 3:56,25 | Itálie (ITA) (Margherita Panzieraová, Arianna Castiglioniová, Elena Di Liddová, Federica Pellegriniová, (r)Silvia Scaliaová, (r)Martina Carrarová, (r)Silvia Di Pietrová) | 3:56,30 |
| ME 2022 | Švédsko (SWE) (Hanna Rosvallová, Sophie Hanssonová, Louise Hanssonová, Sarah Sjöströmová) | 3:55,25 | Francie (FRA) (Pauline Mahieuová, Charlotte Bonnetová, Marie Wattelová, Béryl Gastaldellová, (r)Emma Terebová, (r)Adèle Blanchetièreová)                                                     | 3:56,36 | Nizozemsko (NED) (Kira Toussaintová, Tes Schoutenová, Maaike de Waardová, Marrit Steenbergenová, (r)Tessa Gieleová, (r)Valerie van Roonová)                               | 3:57,01 |
| ME 2024 | Polsko (POL) (Adela Piskorská, Dominika Sztanderová, Paulina Pedová, Kornelia Fiedkiewiczová, (r)Laura Bernatová, (r)Wiktoria Piotrowská, (r)Zuzanna Famuloková)                                       | 3:58,71 | Maďarsko (HUN) (Lora Komoróczyová, Eszter Békésiová, Panna Ugraiová, Nikolett Pádárová, (r)Minna Ábrahámová)                                                                                 | 4:01,50 | Dánsko (DEN) (Schastine Taborová, Clara Rybaková-Andersenová, Helena Bachová, Julie Jensenová, (r)Elisabeth Ebbesenová)                                                   | 4:02,03 |